# Kirche Jesu Christi der Heiligen der Letzten Tage
Die Kirche Jesu Christi der Heiligen der Letzten Tage (The Church of Jesus Christ of Latter-day Saints, LDS) ist eine christliche Glaubensgemeinschaft. Zusammen mit einigen kleineren Gruppen wird sie zur Konfessionsgruppe der Mormonen gezählt. In den Vereinigten Staaten ist sie mit 1,6 % der Bevölkerung (geschätzt 2014) die drittgrößte christliche Glaubensgemeinschaft nach Protestanten und Katholiken (zum Vergleich das Judentum mit 1,9 %). Im US-Bundesstaat Utah stellt sie laut einer Erhebung von 2012 die Bevölkerungsmehrheit.
Formell gegründet wurde die Glaubensgemeinschaft von Joseph Smith am 6. April 1830 in Fayette im US-Bundesstaat New York. Heute hat sie ihren Hauptsitz in Salt Lake City im US-Bundesstaat Utah. Am 31. Dezember 2022 betrug die Mitgliederzahl weltweit 17.002.461.
Die Kirche Jesu Christi der Heiligen der letzten Tage versteht sich als eine von Jesus Christus veranlasste Wiederherstellung der christlichen Urkirche, die ursprünglich von ihm gegründet worden war. Da die Kirche sich neben der Bibel auf weitere Quellen ihres Glaubens beruft, wird ihre Lehre von der römisch-katholischen Kirche und den meisten protestantischen Kirchen als synkretistische Neureligion angesehen. Der Bericht einer unabhängigen Expertenkommission des Deutschen Bundestags bezeichnet sie als „Neue Religiöse Bewegung“. Die Kirche Jesu Christi der Heiligen der Letzten Tage unterhält keine ökumenischen Beziehungen zu anderen Kirchen und versteht sich als die einzige religiöse Institution, welche die Fülle des Evangeliums Jesu Christi und damit auch die geistliche Vollmacht hat, im Namen Gottes zu sprechen und das Priestertum zu nutzen. Sie erkennt aber Christen als solche an und setzt sich für interkonfessionelle Toleranz ein. Im humanitären Bereich bestehen zahlreiche Projekte mit anderen Kirchen und diversen Hilfsorganisationen, so beteiligte die Kirche Jesu Christi der Heiligen der letzten Tage sich zum Beispiel an der Finanzierung der reformierten Synagoge von Salt Lake City und des hinduistischen Tempels von Spanish Fork, Utah.

## Lehre

### Offenbarung
Die Kirche Jesu Christi der Heiligen der Letzten Tage lehrt, dass die Kirche aus direkter göttlicher Offenbarung an Joseph Smith hervorging und seither durch fortlaufende Offenbarung von Jesus Christus direkt angeleitet wird. Dies geschehe durch Propheten, Apostel und andere Kirchenführer, wie es sie auch in der urchristlichen Kirche gab (siehe Eph 2,19–20 ; 4,11–13 ). Darüber hinaus erklärt sie, jeder Mensch habe das Recht und die Möglichkeit, für seinen persönlichen Bereich, seine Familie und seine kirchlichen Aufgaben, zum Beispiel auf Gemeinde-Ebene, direkte göttliche Offenbarungen zu empfangen. Das Fortlaufen der Offenbarung impliziere auch, dass der Schriftenkanon nicht abgeschlossen sei. So wie Gott damals zu den Propheten des Alten Testaments und Neuen Testaments gesprochen habe, so sei es ihm auch heute möglich, in gleicher Weise zu den Menschen zu sprechen.
Der Präsident der Kirche Jesu Christi der Heiligen der Letzten Tage wird als Prophet, Seher und Offenbarer angesehen und als solcher vom Kollegium der Zwölf Apostel und von der gesamten Mitgliederschaft halbjährlich anerkannt und bestätigt. Es wird davon ausgegangen, dass nur solche Offenbarungen, die vom Präsidenten und vom Kollegium der Zwölf Apostel als von Gott bezeugt werden, Bedeutung für die gesamte Mitgliederschaft und für die ganze Welt haben; sie werden als Heilige Schrift kanonisch im Buch Lehre und Bündnisse aufgenommen. Der überwältigende Anteil der Abschnitte dieser Schrift stammt vom Kirchengründer Joseph Smith. Daneben stehen je ein Abschnitt von John Taylor (über den Märtyrertod von Joseph Smith), Brigham Young (zum Aufbruch der Kirche in den Westen) und Josef F. Smith (vom Wirken Christi in der Geisterwelt). Weiterhin beinhaltet das Buch Lehre und Bündnisse zwei amtliche Erklärungen über die Abschaffung der Polygamie und die Zulassung des Priestertums für Schwarze.

### Schriftenkanon

Das Buch Mormon

Als kanonische Schriften erkennt die Kirche neben der Bibel mit Altem und Neuem Testament das Buch Mormon, Lehre und Bündnisse und die Köstliche Perle an. Dieser Schriftenkanon sei (durch Gottes Wort-Vollmacht) nicht abgeschlossen, da die Kirche für sich in Anspruch nimmt, auch weiterhin Offenbarung zu erhalten.
Die Bibel wird zwar nicht, wie in vielen protestantischen Denominationen, als vollkommen betrachtet, aber als das echte Wort Gottes hoch geschätzt. Der Vorbehalt, durch zahlreiche Übertragungen, Übersetzungen und Bearbeitungen seien Aussagen verloren und verfälscht worden, treffe nur in sehr begrenztem Ausmaß zu. Die Bibel steht gleichberechtigt neben dem Buch Mormon, und die beiden Bände heiliger Schrift ergänzen und erhellen sich nach Ansicht der Heiligen der Letzten Tage gegenseitig. Dazu gibt es die sogenannte Joseph-Smith-Übersetzung, eine stellenweise ergänzende und neue Interpretation der King-James-Bibel, die Joseph Smith nach seinen Angaben durch Offenbarung von Gott erhalten hat. Die Übersetzung Joseph Smiths blieb unvollständig, weil der Autor vor ihrer Vollendung starb. Die Standardversion für den Gebrauch in Englisch ist die überkonfessionell anerkannte King-James-Version der Bibel.
Die Kirche hat eine eigene, textlich nicht veränderte Ausgabe der King-James-Bibel herausgegeben, in der als Fußnoten oder als Anhang die Übersetzungsteile von Joseph Smith aufgenommen sind und die außerdem einen Schriftenführer mit Querverweisen zu den anderen kanonischen Schriften der Kirche enthält. Die Fußnoten und der Schriftenführer sind vergleichbar mit den Bibelkommentaren und Konkordanzen anderer Bibelanstalten.
Deutschsprachige Mitglieder benutzen heute im offiziellen Gebrauch die Einheitsübersetzung der Bibel. Daher finden sich wesentliche Teile der Joseph-Smith-Übersetzung im Schriftenführer, der im Zuge der deutschsprachigen Neuausgabe 2003 sowohl in die Dreifachkombination (Das Buch Mormon, Lehre und Bündnisse und Die Köstliche Perle in einem Band) als auch in den Einfachband Das Buch Mormon – Ein weiterer Zeuge für Jesus Christus im Anhang aufgenommen wurde.

### Plan der Erlösung

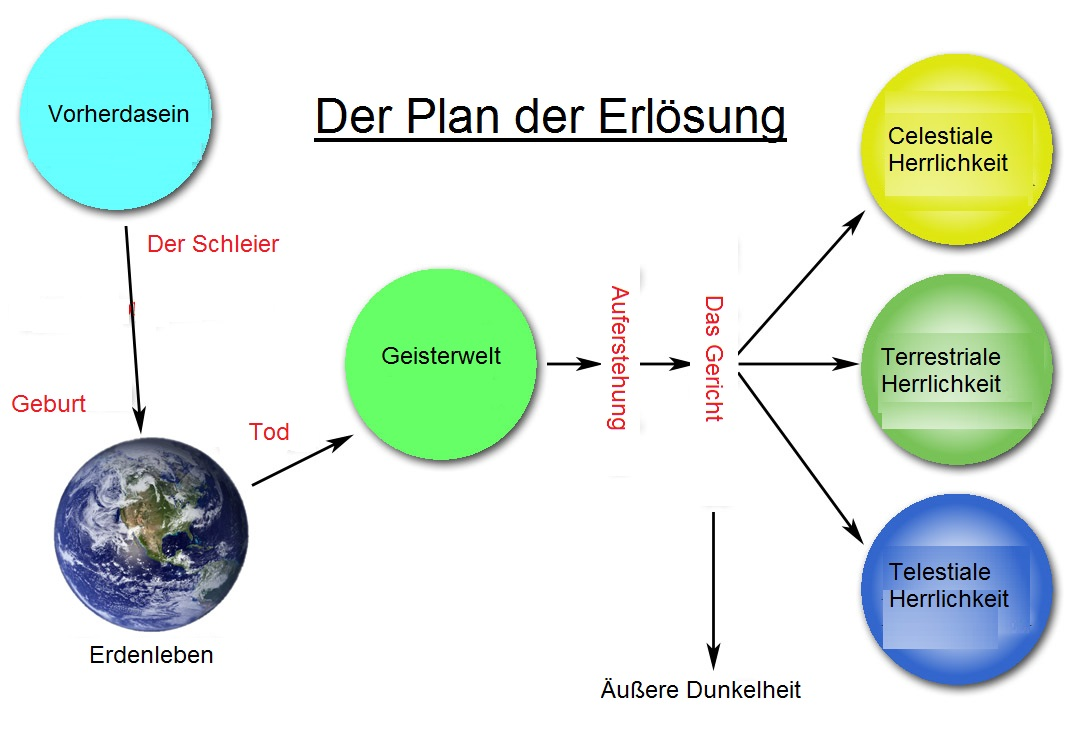
Der Plan der Erlösung

Im Plan der Erlösung sieht die Kirche den Zweck der Erde darin, den Menschen, die alle vorirdisch erschaffene Geistkinder Gottes seien (Hebr 12,9 ), einen Ort weiteren Lernens in der Körperlichkeit zu verschaffen. Damit sei auch ein vorübergehendes Vergessen eines vorirdischen Daseins als Geistwesen verbunden (1 Kor 13,12 , 2 Kor 5,7 ). Kraftvollen Glauben zu entwickeln, sei ein wesentlicher Sinn des irdischen Lebens (Hebr 11,6 ). Die Menschen beteiligen sich auch an diesem göttlichen Plan, indem sie durch das Zeugen von Kindern weiteren Geistwesen das Erdenleben ermöglichen.
Jeder Mensch könne sich immer entscheiden, ob er das Gute oder das Böse tun wolle. Jeder, außer Jesus Christus, scheitere dabei, alle Gebote Gottes zu jeder Zeit genau zu erfüllen (Röm 3,23 ). Damit sei er verunreinigt und aus eigener Kraft nicht im Stande, in die Gegenwart Gottes zurückzukehren.
Jesus Christus habe durch sein Sühnopfer allen Menschen die Möglichkeit gegeben, von ihren Sünden umzukehren und nach allem, was sie selbst tun können, aus Gnade errettet zu werden. Dazu sei die Taufe durch einen dazu Bevollmächtigten unerlässlich, siehe beispielsweise Joh 3,5 . Diese Taufe könne frühestens nach Vollendung des achten Lebensjahres vollzogen werden, mit der Begründung, dass dieses das offenbarte Alter der Verantwortlichkeit sei. Kleine Kinder würden für die Übertretung Adams nicht zur Rechenschaft gezogen werden und seien daher sündenfrei, was die Taufe zur Vergebung der Sünden (Apg 2,38 ; 22,16 ) überflüssig mache. Die Kirche kritisiert vor diesem Hintergrund scharf die in ihren Augen nichtige Säuglingstaufe der großen christlichen Kirchen.
Der mormonische Plan der Erlösung basiert auf dem Konzept der Werkgerechtigkeit. Der Mensch wird nicht allein durch Gottes Gnade gerettet, sondern muss mit seinen Taten dazu beitragen. Im dritten der dreizehn mormonischen Glaubensartikel heißt es dazu: „Wir glauben, daß durch das Sühnopfer Christi alle Menschen errettet werden können, indem sie die Gesetze und Verordnungen des Evangeliums befolgen.“
Nach dem Tod habe der Mensch den Körper vorübergehend verloren, lebe aber als Geistwesen in der Geisterwelt weiter und könne weiter lernen. Wer im Erdenleben die gültige Taufe durch einen Priester oder Mitglied höheren Amtes der Kirche nicht empfangen habe, für den könne diese Handlung durch die Taufe für Verstorbene stellvertretend von einem Lebenden empfangen werden (1 Kor 15,29 ).
Am Ende der Entwicklung stehe die Auferstehung mit dem nachfolgenden Jüngsten Gericht, in dem Jesus Christus jedem die ihm gebührende Herrlichkeit zuteilen werde: Dies sind nach der Lehre der Kirche das Celestiale Reich mit der größten Herrlichkeit (Gegenwart Gottes des Vaters), das Terrestriale Reich (Gegenwart Jesu Christi) als mittleres und das Telestiale Reich (Gegenwart des Heiligen Geistes) als niederstes (1 Kor 15,40–42 , 2 Kor 12,2 ). Nur wer bewusst den Heiligen Geist leugne, obwohl er ihn bereits stark genug verspürt hat, der werde in die äußerste Finsternis gestoßen und ein Sohn des Verderbens werden. Mehr dazu siehe unter Reiche der Herrlichkeit.
Nach dieser Lehre spielt die Entscheidungsfreiheit des Menschen eine wesentliche Rolle im göttlichen Plan. Daher wird der Fall von Adam und Eva, der im Garten Eden stattfand, nicht als unfallartiger „Sünden“-Fall angesehen, sondern als freiwillige Entscheidung, um den Erlösungsplan in Gang zu setzen, da so die Sterblichkeit mit all ihren lehrreichen Mühen und den Versuchungen der Sünde durch das Erkennen von Gut und Böse erst in die Welt kam. Auch kam mit dem Fall Adams und Evas erst die Zeugung von Kindern in Gang, da sie vorher noch „keine Scham“ kannten (Gen 2,25 ).
Der Zusammenhang des Falles von Adam und Eva mit dem Sühnopfer Jesu Christi und die Rolle, die der einzelne Mensch dabei spielt, ist eine zentrale Lehre, auf die in Predigten, Seminaren und Unterrichten sehr häufig Bezug genommen wird. Auch im Tempel spielt dies eine zentrale Rolle.

### Vollmachtsanspruch
Die Kirche Jesu Christi erklärt, dass nur jemand, der die Vollmacht von Jesus Christus bekommen habe, in seinem Namen sprechen und heilige Handlungen durchführen dürfe, was unter anderem mit Hebr 5,4  begründet wird: „keiner nimmt sich eigenmächtig diese Würde, sondern er wird von Gott berufen, so wie Aaron“. Der erste Bevollmächtigte war Adam. Seither wurde die Vollmacht bis Mose weitergegeben. Später hat Jesus Christus die Vollmacht an die Apostel Petrus, Jakobus, Johannes und andere übertragen (Mt 10,1–4 ). Nach dem Tod der Apostel ging sie wieder durch einen Abfall vom Glauben (Mt 24,9 , 2 Thess 2,3 ) verloren. Die Vollmacht wurde wiederhergestellt (Apg 3,20 ), indem zunächst Johannes der Täufer und später die Apostel Petrus, Jakobus und Johannes Joseph Smith als auferstandene Wesen erschienen und sie ihm durch Handauflegen als vollständige Schlüsselvollmacht übertrugen. Von Joseph Smith ausgehend seien Teilvollmachten (je nach Berufungsbereich) an die würdigen Mitglieder in ungebrochener Linie weitergegeben worden. Die vollständige Schlüsselvollmacht halten immer der lebende Präsident der Kirche und das lebende Kollegium der Zwölf Apostel inne (Mt 16,16–19 ). Nach Lehre der Kirche habe niemand außerhalb dieses Kreises die vollständige Vollmacht.

### Ausschließlichkeitsanspruch
Die Kirche Jesu Christi der Heiligen der Letzten Tage beansprucht für sich, die einzig wahre Kirche auf der Erde zu sein, da sie die von Jesus Christus gegründete Kirche sei, von der in der Bibel die Rede ist, und somit die einzige, die die Priestertumsvollmacht innehalte. Demnach gelten alle anderen Religionen und Kirchen als nur teilweise wahr. Besonders frühe Vertreter der Mormonenkirche äußerten sich zu ihrer Zeit sehr abfällig über christliche Kirchen, was aus Dokumenten in verschiedenen Textsammlungen hervorgeht.
- Brigham Young, der zweite Präsident der Kirche, sagte über andere christliche Gemeinschaften: „Wenn es um Gott geht, sind sie die größten Narren“[9] und „Ein unwissenderes Volk als die heutige so genannte Christenheit hat noch nie zuvor gelebt“.[10]
- John Taylor, dritter Präsident der Kirche, meinte, dass sie „so korrupt wie die Hölle“ seien.[11]

Gemäß der Kirche begann die große Apostasie kurz nach dem Aufstieg von Jesus in den Himmel und endete mit der Ersten Vision von Joseph Smith im Jahre 1820. Für Mormonen ist die große Apostasie an folgenden Umständen erkennbar:
- den Schwierigkeiten der Apostel, die frühen Christen davon abzuhalten, Jesu Lehren zu verfälschen, und zu verhindern, dass ihre Anhänger sich in verschiedene ideologische Gruppen aufteilen;[13]
- der Verfolgung und dem Märtyrertum der Apostel der Kirche;[14]
- dem Verlust von Kirchenführern, die das Priestertum haben, um die Kirche zu lenken und die Sakramente zu verteilen;[15]
- einem Mangel an Offenbarung, um die Kirchenführer und die Kirche zu leiten;[12] und
- der Korruption von christlicher Lehre durch griechische oder andere angeblich heidnische Philosophien wie den Neuplatonismus.[16]

Deshalb verweisen Mormonen auf die „Wiederherstellung von allem“, die in Apg 3,21  erwähnt ist, und behaupten, dass eine Wiederherstellung aller ursprünglichen und wichtigen Lehren des Christentums notwendig war.
Die römisch-katholische Kirche glaubt, dass diese große Apostasie nie stattgefunden hat. Einzelne protestantische Kirchen sehen in der katholischen Kirche eine Apostasie, bei ihnen jedoch nicht.

Ungeachtet ihres Ausschließlichkeitsanspruchs hat sich die Kirche seit jeher für interkonfessionelle und interreligiöse Toleranz und Verständnis eingesetzt und wurde unter anderem dadurch bekannt, dass sie andere Religionsgemeinschaften durch Spenden unterstützte. Beispiele dafür sind die Synagoge und die russisch-orthodoxe Kathedrale von Salt Lake City sowie der hinduistische Tempel von Spanish Fork, die mit Hilfe von Spenden der Kirche errichtet wurden. 2003 erhielt der damalige Präsident der Kirche, Gordon B. Hinckley, für seine Bemühungen um Toleranz die „Medal of Freedom“, eine der höchsten Ehrenauszeichnungen der amerikanischen Regierung, vom US-Präsidenten George W. Bush. Es ist ein kirchliches Dogma, dass niemandem sein Heil abgesprochen werden darf, egal wie oder wo oder was als Gott verehrt wird (11. Glaubensartikel). 

### Der Name der Kirche
Bei ihrer Gründung am 6. April 1830 hieß die Kirche noch „Die Kirche Christi“. Dieser Name wurde jedoch am 3. Mai 1834 durch den einstimmigen Beschluss der Kirchenführung in „Die Kirche der Heiligen der Letzten Tage“ geändert. In Lehre und Bündnisse, Abschnitt 115 Vers 4, schrieb Joseph Smith am 26. April 1838 als Offenbarung von Gott: „Denn so soll meine Kirche in den letzten Tagen genannt werden, nämlich: Kirche Jesu Christi der Heiligen der Letzten Tage.“ Aufgrund dessen erfolgte eine letzte Änderung am 26. April 1838: der Name Jesu Christi wurde wieder eingefügt.
Der Name soll verdeutlichen, dass in der Kirche Jesus Christus im Mittelpunkt steht und dass es sich um die wiederhergestellte „Kirche Jesu Christi“ aus dem Neuen Testament handelt. Der Zusatz „der Letzten Tage“ unterscheidet namentlich die Kirche von ebendieser ursprünglichen „Kirche Jesu Christi“ in neutestamentlicher Zeit. Joseph Smith sah mit seiner Mission die Endzeit eingeläutet; an einen unmittelbar bevorstehenden Weltuntergang glaubte er allerdings nicht.

### Verständnis von Gott und Göttern

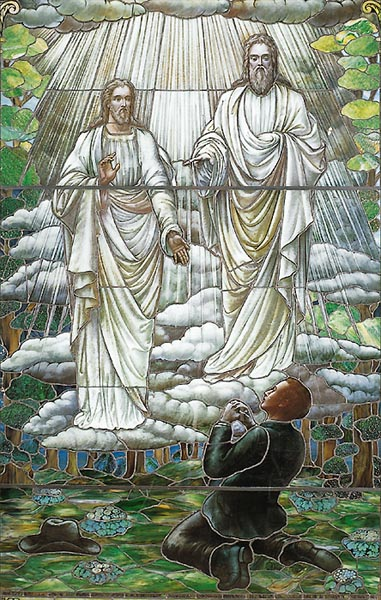
Smiths Erste Vision auf einem bunten Kirchenfensterglas aus dem Jahr 1913, ausgestellt im Museum für Kirchengeschichte in Salt Lake City, Utah

In der Kirche bezieht sich im Allgemeinen der Titel Gott auf Gott den Vater. Er wird der Vater genannt, weil er der Vater des Geistes eines jeden Menschen sei (Heb 12,9 ). Gott der Vater sei der oberste Herrscher des Universums. Kirchengründer Joseph Smith lehrte, dass es unter Gott Vater eine unbestimmte Zahl von Göttern und göttlichen Persönlichkeiten gebe, was unter anderem mit Ps 82,6  begründet wird: „Wohl habe ich gesagt: Ihr seid Götter, ihr alle seid Söhne des Höchsten“. Gleichzeitig sei es jedem Menschen als einem Kind Gottes durch die Gnade Christi möglich, dereinst selber ein Gott oder eine Göttin zu werden – was bedeute, dass man alle wesentlichen Eigenschaften erlange, die Gott besitzt; dabei berief Smith sich auf 2 Kor 3,18  und Apg 17,29 . Gott der Vater ist nach dieser Lehre prinzipiell ein erhöhter Mensch mit einem Körper aus Fleisch und Gebein (Gen 1,26–27 ).
Jesus Christus ist der Lehre der Kirche zufolge der Erstgeborene der Geistkinder des Himmlischen Vaters (Ps 89,27 ) und einer himmlischen Mutter und damit unser Bruder im Geist. Jedoch sei er der einzige Gezeugte im Fleisch. Christus nehme im Plan der Erlösung als Erretter die wichtigste Rolle ein. Er wirke unter der Leitung des Vaters und sei in völliger Übereinstimmung mit ihm. Er sei Jehova (Jahwe), Gott des Alten Testamentes, und habe zusammen mit anderen vorirdischen Geistwesen (das heißt Geistkindern) und Göttern, unter anderem Adam, welcher auch der Erzengel Michael sei, die Erde erschaffen (Kol 1,13–16 ).
Der Heilige Geist sei eine eigenständige, physisch-körperlose Gottheit. Er sei eines Sinnes mit Gott, dem Vater, und eins in Absicht. Die Aufgabe des Heiligen Geistes sei es, als Offenbarer, Bestätiger von Wahrheit, Tröster und Warner seinen Einfluss auf die Menschen individuell auszuüben. Hätte der Heilige Geist auch einen physischen Körper, könne der Heilige Geist nicht im Menschen wohnen. Als Geist ohne Körper könne er im Herzen der Menschen wohnen und in vielen Menschen zugleich Wahrheit bestätigen.
Luzifer (Satan), der Sohn des Morgens, sei ebenfalls ein Geistkind des Vaters (Ijob 1,6 ; 2,1 ). Er sei aber wegen seiner Rebellion und seines Wunsches, sich über Gott den Vater zu erheben, aus der Gegenwart des himmlischen Vaters ausgestoßen worden (Jes 14,12–15 ). Er sei der niederträchtige Geistwesen-Bruder, welcher keinen Körper aus Fleisch und Gebein habe, der das Erlösungswerk zerstören und für die Menschen Schlechtes wolle, der Gegenpol seines Geistwesen-Bruders Jesus Christus, der für die Menschen das Gute wolle.

### Die Glaubensartikel
Der Herausgeber des „Chicago Democrat“, John Wentworth, bat Joseph Smith um eine zusammenfassende Darstellung des „mormonischen“ Glaubens. Das Ergebnis waren 13 Punkte, die später unter der Bezeichnung die „Glaubensartikel“ kanonisiert und ins Buch Die Köstliche Perle eingefügt wurden. Sie geben die Glaubenslehre gut, aber nicht vollständig wieder.

## Entstehung und Geschichte

Die östlichen Vereinigten Staaten mit den wichtigen Bewegungen der HLT in den Jahren 1830 bis 1839

Die Kirche entstand im ländlichen Norden des Staates New York am Anfang des 19. Jahrhunderts, als diese Gegend noch zivilisatorisches Neuland war. Die dort lebende Bevölkerung war im Wesentlichen protestantisch und bibelgläubig, gehörte aber oft keiner Kirche an. Auch abergläubische Vorstellungen waren weit verbreitet. Manchmal bekannten sich verschiedene Familienmitglieder zu unterschiedlichen Konfessionen.

### Gründung (1820–1830)

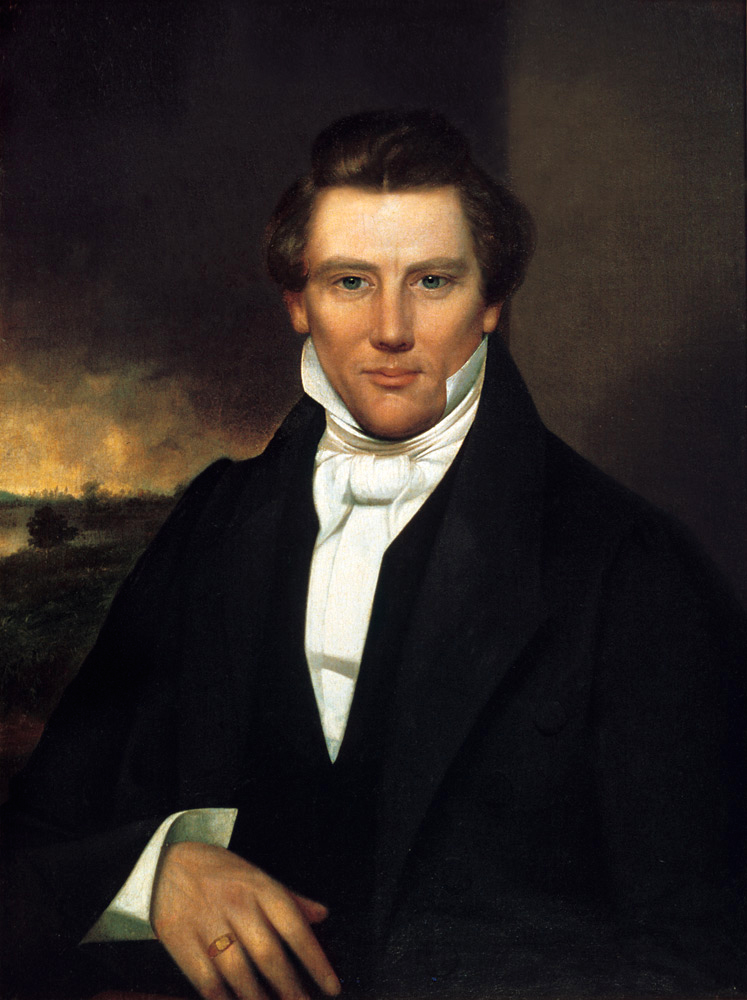
Porträt von Joseph Smith

Der spätere Gründer, Joseph Smith, erklärte, im Jahre 1820 nach einem Gebet über die Frage, welche Kirche die wahre sei, eine Vision gehabt zu haben. In dieser so genannten Ersten Vision seien ihm zwei Personen, Gott der Vater und Jesus Christus, erschienen. Diese hätten ihm mitgeteilt, dass alle zu jener Zeit bestehenden Kirchen im Irrtum seien und er sich keiner anschließen solle. (Es existieren mehrere Berichte, die jeweils das eine oder andere Element des Ereignisses nicht erwähnen)
In den Jahren von 1823 bis 1827 habe er weitere Erscheinungen gehabt, diesmal von einem Engel namens Moroni, der ihm den Auftrag gegeben habe, das Buch Mormon von goldenen Platten, die seit Jahrhunderten in einem nahen Hügel lagerten, zu übersetzen, wozu Smith die bei den Platten aufbewahrten „Sehersteine“ Urim und Thummim zu Hilfe genommen habe. Danach habe Moroni die Platten in Verwahrung genommen. Das Buch wurde 1830, kurz vor der Gründung der Kirche, erstmals veröffentlicht.
1829 sei Joseph Smith und seinem Mitarbeiter Oliver Cowdery der auferstandene Johannes der Täufer erschienen und habe ihnen das aaronische Priestertum verliehen, mit der Vollmacht zu taufen. Einige Wochen später seien die Apostel Christi Petrus, Jakobus und Johannes erschienen und hätten ihnen das melchisedekische Priestertum übertragen, wodurch der Weg für die „Wiederherstellung“ der Kirche Jesu Christi frei gemacht worden sei. Die formelle Gründung erfolgte am 6. April 1830 mit Joseph Smith als „erstem Ältesten“ und Präsidenten und Oliver Cowdery als „zweitem Ältesten“, Hyrum und Samuel Smith (Brüder von Joseph) sowie Peter Whitmer jun. und David Whitmer als eingetragene Mitglieder.
Die Kirche fand rasch treue Anhänger und erbitterte Gegner. Bereits im Jahre 1830 sandte Joseph Smith seinen Bruder Samuel als ersten Missionar aus. Relativ viele Menschen aus dem Umland schlossen sich der neuen Kirche an. Gegner der Kirche griffen zu Mitteln wie Boykott und Anzeigen, aber auch teilweise zu Tätlichkeiten. Aus dieser Zeit stammen die ersten Zeitungsartikel und Flugblätter, die sich auch gegen Joseph Smiths Persönlichkeit richteten. Zeitungsartikel und Kritik, die sich gegen die Führer und Gründer der Kirche richteten, wurden und werden in der Kirche oft als mittelbares Wirken des Satans gegen das wiederhergestellte Evangelium eingestuft.

### Kirtland und Missouri (1830–1840)
Wegen dieser unerquicklichen Umstände verlegte Joseph Smith den Hauptsitz der Kirche bereits 1831 nach Kirtland in Ohio. Dies bedeutete den Umzug der meisten Mitglieder unter Verlust ihrer Farmen und Geschäfte, die sie im noch kaum besiedelten Ohio neu aufbauten.
Hier errichtete die Kirche mit dem Kirtland-Tempel ihren ersten Tempel, in dem Joseph Smith 1836, wie er in Lehre und Bündnisse Abschnitt 110 ausführt, weitere Vollmacht, im Namen Gottes zu handeln, erhalten haben will. 1834 war das „Kollegium der Zwölf Apostel“ als Führungsgremium unter Joseph Smith als Propheten ins Leben gerufen worden. 1833 hatte Joseph Smith hier sein Konzept der Stadt Zions erarbeitet. In der Frühzeit der Kirche sollten sich Menschen nicht nur zu den Glaubenslehren bekennen, sondern sich gemeinsam an den vom Propheten dafür benannten Orten ansiedeln. Die gemeinsame Siedlung derer, „die reinen Herzens sind“, wurde als Zion, als theokratisches Gemeinwesen betrachtet. Um den Geist der Gütergemeinschaft der Jerusalemer Urgemeinde wiederzubeleben, wurde innerhalb der Kirche der Grundsatz der vereinigten Ordnung gepredigt und zu leben versucht.
Aufgrund des Zusammenbruchs der „Kirtland Safety Society Anti-Banking Company“, eines von Joseph Smith privat gegründeten Kreditinstituts, im Jahr 1837 verloren viele, unter ihnen auch führende, Mitglieder der Kirche viel Geld. Dies veranlasste eine größere Anzahl, das göttliche Mandat Joseph Smiths nicht nur zu bezweifeln, sondern als Lüge zu bekämpfen.
Bereits 1831 hatte sich Joseph auch nach Missouri – damals die Grenze der USA im Westen – orientiert und dort Kircheneinheiten gegründet. Er wollte die Kirche langfristig zentral dorthin verlegen und hatte in der Stadt Independence bereits vor dem Tempelbau in Kirtland einen Platz für einen zukünftigen Haupttempel abgesteckt, der jedoch bis heute nicht gebaut wurde. Nach blutigen Verfolgungen im Jahr 1833 flohen die dortigen „Heiligen“, wie sie sich nannten, in nördlichere Kreise des Staates Missouri um die Stadt Far West. Nach dem Zusammenbruch von Kirtland musste Smith mit seinen Getreuen Ohio verlassen und folgte den „Heiligen“ nach Missouri. Dort wurde Joseph Smith 1838 verhaftet und gemeinsam mit mehreren Mitarbeitern unter Arrest gestellt.
1838 erließ Gouverneur Lilburn Boggs die Missouri Executive Order 44: „Mormonen müssen aus dem Staat vertrieben oder vernichtet werden.“ Noch 1839 wurde in Far West ein weiterer Tempelbauplatz eingeweiht. Zu einem Bau kam es jedoch nicht mehr. Pläne zur Errichtung von Städten Zions blieben wegen der Verfolgung und des folgenden Wegzugs in den Anfängen stecken.

### Nauvoo (1840–1845)
Die Flüchtlinge wurden in Illinois aufgenommen und gründeten dort als neuen Anfang am Ufer des Mississippi am Ort Commerce die Stadt, die sie dann Nauvoo nannten. Von dort aus begann das Missionswerk in alle Welt, besonders nach Europa. Wieder wurde ein Tempel gebaut, der Nauvoo-Tempel. Nauvoo erhielt einen Sonderstatus, praktisch als Stadtstaat mit eigener Miliz, der Nauvoo Legion.
Am 17. März 1842 wurde in Nauvoo die Frauenhilfsvereinigung (FHV) als Organisation der Frauen in der Kirche unter der Leitung von Emma Smith, der Ehefrau des „Propheten“ Joseph Smith jr., gegründet.
Nach der Zerstörung der Druckerpresse der mormonenkritischen Zeitung „Nauvoo Expositor“ – diese prangerte in ihrer einzigen erschienenen Ausgabe vor allem die heimliche Polygamie der Kirchenführer an – durch einen vom Bürgermeister Joseph Smith beauftragten Marshal entzündete sich der Volkszorn umliegender Gemeinden gegen die Kirche. Dies gipfelte schließlich in der Ermordung von Joseph Smith und seinem Bruder Hyrum durch einen Mob am 27. Juni 1844. Über der Nachfolgefrage entstand ein heftiger Streit, der zu einer Reihe von Abspaltungen führte. Der dienstälteste Apostel, Brigham Young, übernahm die Führung des Hauptteils der Mitglieder. Die meisten der anderen Fraktionen vereinigten sich wesentlich später (ab 1860) zur Reorganisierten Kirche Jesu Christi der Heiligen der letzten Tage, die sich seit 2001 Gemeinschaft Christi nennt.

### Auszug nach Salt Lake City

Exodus der Mormonen zwischen 1846 und 1869 in das große Becken der Rocky Mountains sowie ein Teil der Route des Mormonenbataillons und der Weg der Handkarrenpioniere

Mormonische Siedlungen in Nordamerika

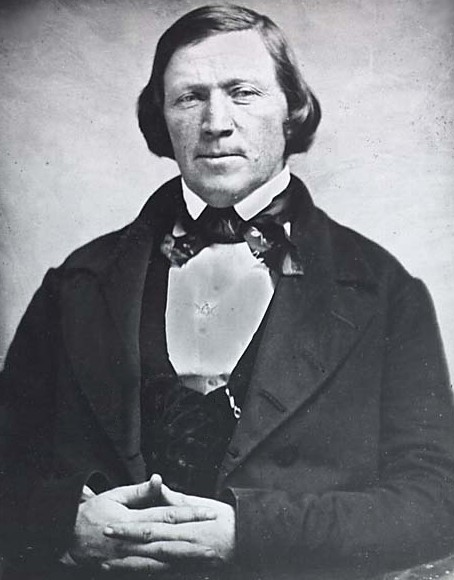
Brigham Young

Schon Joseph Smith hatte sich mit der Frage beschäftigt, ob die Kirche nicht in eine menschenleere Gegend ziehen solle, um weiteren Verfolgungen zu entgehen. Dies realisierte Brigham Young mit dem (vorzeitig erzwungenen) Auszug fast aller Mormonen aus Nauvoo und deren Übersiedlung in das Tal des Großen Salzsees in den Rocky Mountains, wo er am 24. Juli 1847 die heutige Großstadt Salt Lake City gründete. Sie ist bis heute Hauptsitz der Kirche geblieben.

### Konsolidierung in Salt Lake City (1850–1896)
Zunächst wurde das neue Territorium erschlossen. Bald wurden aber auch wieder Missionare ausgesandt, die vor allem im Osten der USA, in Kanada und Europa versuchten, Menschen von ihren Lehren zu überzeugen. Dazu gehörte damals auch die „Sammlung in Zion“, das Auswandern in den neu gegründeten „Staat Deseret“. Bedingt durch die starke Zuwanderung und die hohe Kinderzahl, stieg die Bevölkerung rasch an. Etwa geschätzte 70.000 im Jahre 1847 wurden nach der Besiedlung des Salzseetals durch Krankheiten und Konflikte mit den Mormonen stark dezimiert, das Land wurde immer stärker erschlossen und bewirtschaftet. Sowohl das religiöse und wirtschaftliche Umfeld als auch die Gesetzgebung wurden sehr stark durch die Kirche geprägt. Die bereits unter dem Gründer der Kirche im Geheimen praktizierte Mehrehe wurde nun offen gelebt.
Bis zum Vertrag von Guadalupe Hidalgo im Jahr 1848, der die Beendigung des amerikanisch-mexikanischen Krieges besiegelte, gehörte die Region zu Mexiko. Aufgrund der schwachen Gesetzgebung und der geografischen Isolation des Salzseetals war eine weitgehend ungestörte Etablierung einer Theo-Demokratie und der Idee des Staates Deseret möglich. Durch die im Vertrag von Guadalupe Hidalgo neu festgesetzten Grenzen kam die Region des heutigen Bundesstaates Utah zu den Vereinigten Staaten von Amerika, deren Gesetzgebung, insbesondere vorangetrieben durch die republikanische Partei, ein Verbot der Polygamie forderte. Dies führte zu Auseinandersetzungen zwischen den Mormonen und der US-Bundesregierung, die letztendlich im Utah-Krieg von 1857 gipfelten, in dessen Verlauf es auch zum sogenannten Mountain-Meadows-Massaker kam, das von Mormonen begangen wurde.
Verbunden mit der Sklavenfrage kämpfte die amerikanische Innenpolitik gegen die Polygamie, die bereits vor Gründung der Kirche praktiziert und seit 1843 öffentlich gelehrt wurde. Die Durchsetzung dieser von der Kirchenführung als verfassungswidrig betrachteten Gesetze führte zu Massenverhaftungen von Mitgliedern und groß angelegten Beschlagnahmungen von Kircheneigentum, wie zum Beispiel Grundstücken und Kirchengebäuden. Eine Anzahl von in Polygamie lebenden Familien wich dem Druck dadurch aus, dass sie nach Mexiko oder Kanada auswanderten. Als Reaktion auf die Beschlagnahmungen erklärte im Jahr 1890 der damalige Präsident und Prophet Wilford Woodruff die Vielehe als nicht mehr akzeptabel in der Kirche im Ersten Manifest von 1890. Dies war ein wesentlicher Faktor dafür, dass Utah 1896 die Eigenständigkeit als Bundesstaat zugebilligt wurde. Aber erst unter der Präsidentschaft von Joseph F. Smith (1901–1918), dem Neffen des Gründers, konnte die Polygamie innerhalb der Kirche mit dem Zweiten Manifest vollständig abgeschafft werden. Zu dieser Zeit kam es auch zu weiteren Abspaltungen von Gruppen, welche die Polygamie teilweise bis heute noch praktizieren.

### Weltweite Ausbreitung (seit 1900)

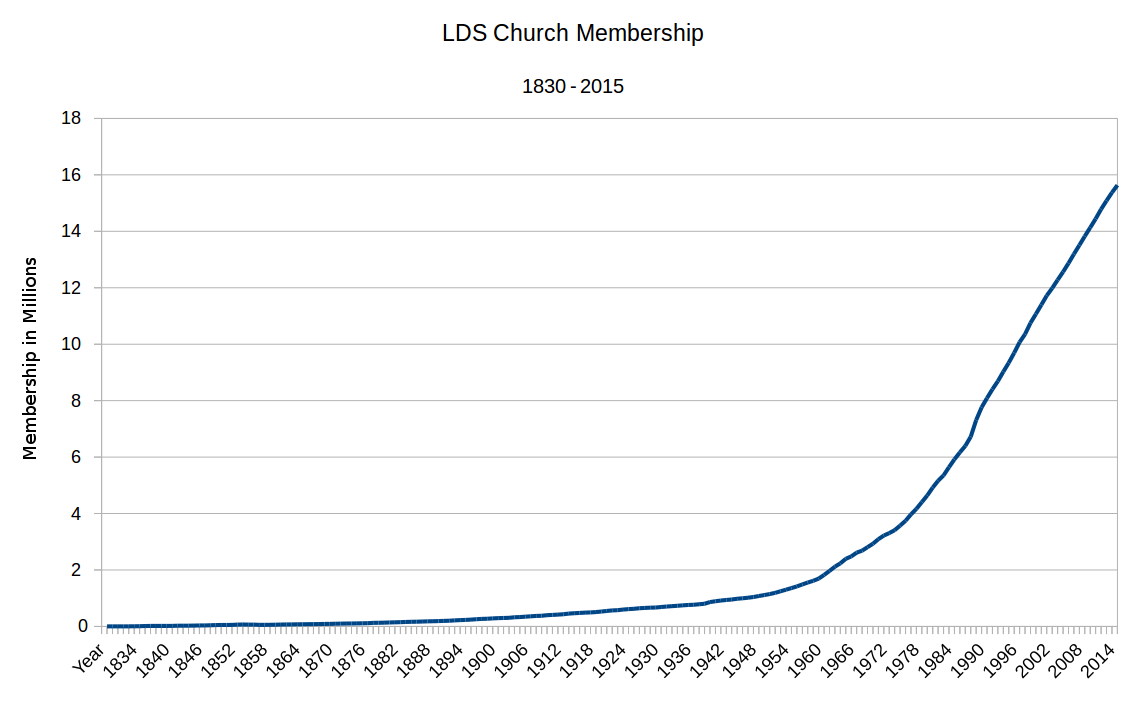
Weltweites Wachstum der HLT-Kirche in Millionen seit 1830

Nach der rechtlichen Anerkennung und der finanziellen Konsolidierung und noch einmal verstärkt seit dem Ersten Weltkrieg begann die Kirche, sich international zu positionieren. Zu dieser Zeit wurde auch die Auffassung aufgegeben, dass sich möglichst alle Mitglieder in Utah sammeln sollen. Stattdessen erhielten die Mitglieder den Auftrag, die Kirche in den Gegenden der Welt aufzubauen, in denen sie zu Hause sind.
Bis 1978 konnten Männer mit schwarzafrikanischer Herkunft das Priestertum nicht bekommen und folglich auch keine Führungsaufgaben übernehmen. Sie durften auch nicht den Tempel besuchen und konnten keine Tempelsegnungen empfangen. Veranlasst durch großen Zulauf von Bekehrten mit schwarzafrikanischer Herkunft in Brasilien erließ Präsident Spencer W. Kimball die Offenbarung zum Priestertum, die besagt, dass nunmehr alle Männer, unabhängig von ihrer rassischen Herkunft, das Priestertum erhalten können.
Mittlerweile hat die Kirche nach eigenen Angaben 17.002.461 Mitglieder (Stand 31. Dezember 2022), von denen mehr als die Hälfte außerhalb der USA leben; wichtige Schwerpunkte sind Ozeanien, Lateinamerika und Afrika. Ein Zeichen für die stärkere internationale Präsenz der Kirche ist der seit ca. 1990 massiv gesteigerte Bau von Tempeln der Kirche. Während die Kirche in Osteuropa ein starkes (Nachhol-)Wachstum aufweist, ist die Mitgliederzahl in den westeuropäischen Industriestaaten eher rückläufig oder stagnierend.

## Organisation

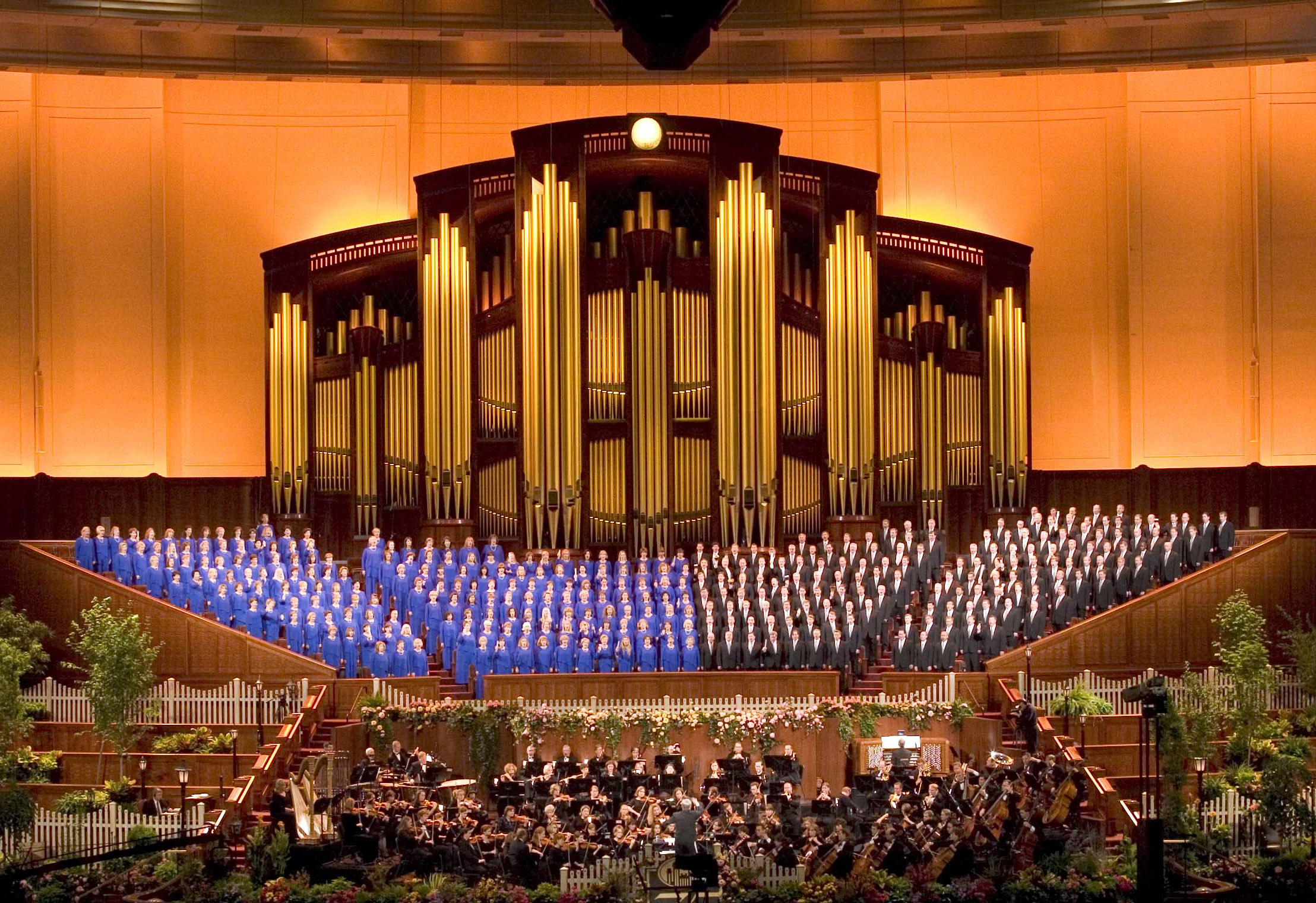
Der Tabernacle Choir 2004 beim 75-jährigen Jubiläum der Radio- und Fernsehsendung Music & the Spoken Word

Gemäß der Theologie der Kirche Jesu Christi der Heiligen der Letzten Tage ist die gesamte Kirchenstruktur auf der Organisation des Priestertums aufgebaut. Priestertum bedeutet die Macht und Vollmacht, im Namen Gottes zu handeln. Dieser Grundsatz gilt nur für die Kirche in ihrer seelsorgenden Funktion selbst, nicht für von ihr gegründete unterstützende Organisationen, wie beispielsweise das Bildungswesen der Kirche oder Bereiche wie Verwaltung, Bauwesen, Lehrmittelherstellung, Übersetzung, die professionelle, vollzeitige berufliche Arbeit erfordern.
Auf allen Kirchenebenen werden Mitglieder in Ämter berufen. Eine bezahlte Berufsgeistlichkeit gibt es in den weitaus meisten Fällen nicht, auch keine universitäre Ausbildung zum Geistlichen. Sogenannte Generalautoritäten (die Verantwortung auf Welt- bzw. Gebietsebene tragen) erhalten teilweise Bezüge aus Firmenbeteiligungen der Kirche.
Die Kirchenorganisation, die zeitlich stark wechselt und flexibel den Gegebenheiten der Zeit und des Ortes angepasst werden kann, ist hierarchisch gegliedert. Niemand kann sich um ein Amt bewerben, sondern man wird in ein Amt berufen. Nach Überzeugung der entsprechenden Verantwortlichen stützt sich die Auswahl eines bestimmten Funktionsträgers auf persönliche Offenbarung an diejenigen, welche die Aufgabe zuteilen dürfen. Wer wen auf welcher und in welche Organisationsebene zu berufen hat, ist genau festgelegt. Wer ausgewählt wurde, wird in einem vertraulichen Gespräch gefragt, ob er das Amt annimmt. Ist dies der Fall, wird die Berufung in einer öffentlichen Versammlung den betroffenen Mitgliedern zur Zustimmung vorgelegt. Durch Handheben erklären sie sich mit der Berufung einverstanden und verpflichten sich, den neu Berufenen in seinem Amt zu unterstützen. Sie haben auch die Möglichkeit, sich durch das Heben der Hand dagegen auszusprechen. Auch die oberste Führungsebene der Kirche wird auf diese Weise jährlich der gesamten Kirche vorgelegt und bestätigt. (Nur in Ausnahmefällen wurde bisher eine Berufung wegen Verweigerung der Zustimmung nicht wirksam.)
Berufungen werden, mit Ausnahme des Amtes des Propheten und der Apostel, die bis zum Lebensende währen, für begrenzte Zeit ausgesprochen. Dadurch wechseln die Aufgaben und Positionen der Mitglieder in der Hierarchie üblicherweise mehrmals im Leben. Es ist nicht unüblich, dass auf weitreichende Funktionsausübungen auf überregionaler Ebene zu einer späteren Zeit erneut Aufgaben auf lokaler Ebene, in der Ortsgemeinde, folgen.
Auch wenn Frauen nicht das Priesteramt übertragen wird, haben sie insbesondere im Bereich der Frauenhilfsorganisation (FHV), der Organisation der Jungen Damen und der Primarvereinigung (Organisation für Kinder ab Kindergartenalter bis 12 Jahre) Führungsaufgaben auf allen hierarchischen Ebenen inne und erhalten im Rahmen ihrer übertragenen Funktionen Priestertumsvollmacht. Ein Austausch mit den männlichen Priestertumsführern ist im jeweiligen Bereich vorgesehen.
In der Führung der Kirche spielt der Grundsatz der Offenbarung eine wichtige Rolle. Es wird gelehrt, dass jeder im persönlichen Zwiegespräch mit Gott Antwort auf Fragen und Hilfe beim Lösen von Problemen erhalten könne. Dies gelte für das eigene Leben sowie den familiären und kirchlichen Verantwortungsbereich. So könne beispielsweise ein Gemeindeleiter Offenbarungen bezüglich Fragen zur Leitung der Gemeinde, aber nicht für die gesamte Kirche erhalten. In dieser Lehre manifestiert sich wiederum der hierarchische Aufbau der Kirche. Ein zentraler Glaubenssatz der Kirche besteht jedoch auch darin, dass der Erhalt von Offenbarungen kognitive und spirituelle Anstrengungen gemäß dem biblischen Grundsatz „suchet und ihr werdet finden, bittet und ihr werdet empfangen, klopfet an und es wird euch aufgetan werden“ voraussetzt. Darum hat die Kirchenführung insbesondere in den letzten Jahrzehnten mehrfach betont, dass sie um die Herausforderungen und Probleme der Mitglieder wisse und sich um Inspiration und Offenbarung in diesen Angelegenheiten bemühe. Als umstritten gilt, ob Reformansätze ausgehend von niedrigeren hierarchischen Ebenen innerhalb der Kirche nicht dadurch erschwert oder verlangsamt werden, dass sich führende Amtsträger trotzdem darauf berufen dürfen, dass sie in Ausübung ihrer Funktion ein weitreichenderes Anrecht auf Offenbarungen haben.

### Generalkonferenz

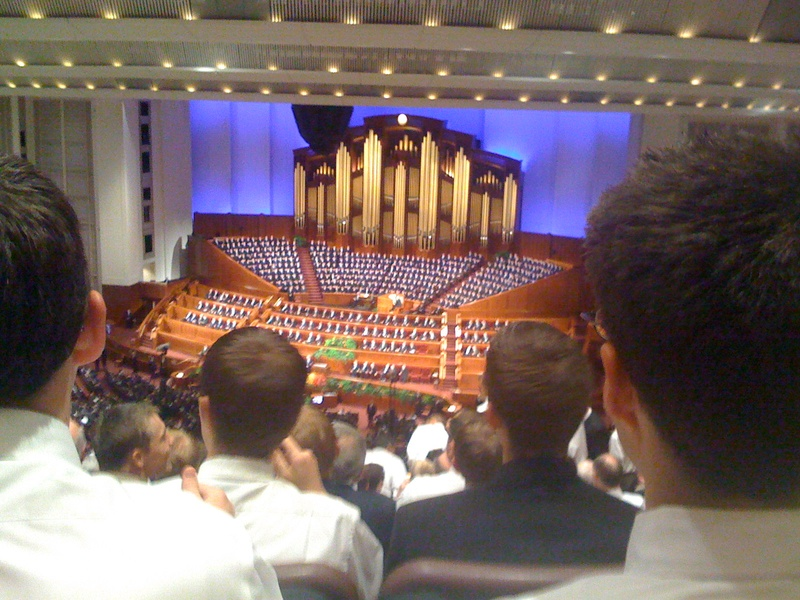
Die Generalkonferenz im Jahr 2008, aus der Perspektive der Zuschauer

Jedes Jahr im April und Oktober versammeln sich gläubige Mormonen im Konferenzzentrum der Kirche in Salt Lake City, Utah und halten eine Generalkonferenz ab. Bei der Konferenz werden alle wichtigen Themen angesprochen, die die Kirche angehen. Die Offenbarung zum Priestertum 1978 und das Manifest von 1890 wurden auf Generalkonferenzen beschlossen. Neue Präsidenten der Kirche wurden auch auf Generalkonferenzen vorgestellt. Das Konferenzzentrum der Kirche ist einer der größten religiösen Versammlungsräume der Welt.

## Kirchenleben
Ein wesentlicher Teil des Kirchenlebens spielt sich in für diesen Zweck errichteten Gemeindehäusern ab. Sie sind für alle Veranstaltungen allgemein zugänglich. Neben den Gottesdiensten finden dort gesellige Veranstaltungen von Ballspielen bis zu Theaterstücken und Tanzabenden statt. Die Gemeinden sind überschaubar gehalten und umfassen nicht mehr als 500 Mitglieder.
Ein weiterer Ort für das Kirchenleben sind die Tempel. Diese sind nur getauften Mitgliedern vorbehalten, die sich verpflichtet haben, nach der Kirchenlehre zu leben, und von ihrem Bischof und ihrem Pfahlpräsidenten für würdig befunden wurden.
Nur männlichen Mitgliedern der Kirche wird das Priestertum übertragen, mit dem ihnen Leitungsaufgaben zukommen. Frauen nehmen an Ratsgremien teil und übernehmen Leitungsfunktionen in ihrem Bereich.
Der Sonntag wird als „Sabbattag“ gefeiert, an dem man die Kirchenversammlungen besucht und sich Zeit für Gott nimmt. Das können Familienaktivitäten sein, Verwandtschaftsbesuche, Krankenbesuche, Schriftstudium oder Ahnenforschung. Generell wird darauf geachtet, dass nach Möglichkeit am Sonntag niemand für einen arbeiten muss; deshalb sind zum Beispiel Restaurantbesuche oder Sportveranstaltungen verpönt. Es wird zwar das biblische Prinzip des Sabbats angewandt, dieses ist aber nicht an einen besonderen Tag gebunden. So feiern in Israel beispielsweise die Kirchenmitglieder ihren Sabbattag am Samstag, im arabischen Raum hingegen wird am Freitag gefeiert.
Es bestehen umfangreiche Programme für Kinder und Jugendliche. Es handelt sich dabei um Aktivitäten zur religiösen und moralischen Erziehung, zur sinnvollen Freizeitgestaltung sowie um Nachbarschafts- und Umweltprojekte. Dabei wird auch der „Spaßfaktor“ bei den Jugendlichen mit einbezogen.
Die Kirche motiviert ihre Mitglieder von Kindheit an zum Schriftstudium. Dies beruht auf der Vorstellung, dass man dadurch Gott besser kennenlernt und dieser auch durch den Heiligen Geist zu einem spricht. Schriften, Leitfäden und Zeitschriften der Kirche können von Interessierten von der Kirchenwebseite oder der Smartphone-App „Archiv Kirchenliteratur“ heruntergeladen werden.

### Der Kirchenbeitritt

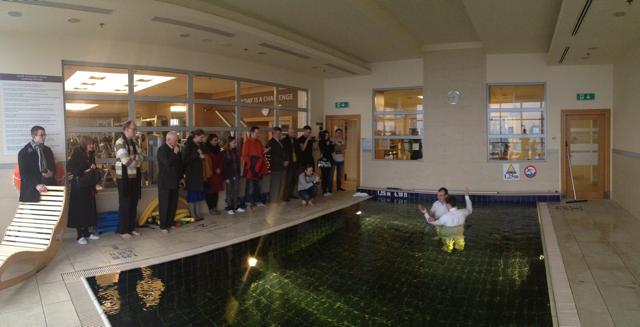
Taufe

Der Kirchenbeitritt erfolgt durch die Taufe. Die Taufen anderer Kirchen werden nicht anerkannt. Dies gründet sich nicht allein in der Ablehnung der Kindertaufe, sondern auch im mormonischen Verständnis der Vollmacht: Anderen Kirchen fehle die erforderliche göttliche Autorität für eine gültige Taufe. Beitrittswillige werden – üblicherweise durch Missionare – über einen längeren Zeitraum in den grundsätzlichen Lehren unterrichtet. Vor der Taufe erfolgt eine Unterredung mit einem leitenden Missionar, der sich vergewissert, dass die wesentlichen Kirchenlehren verstanden wurden.
Ausschlaggebende Faktoren für die Zulassung zur Taufe sind
- Mindestalter von acht Jahren
- Verständnis der Grundzüge der Lehren
- Kenntnis der zu beachtenden Gebote
- Umkehr von früheren Sünden
- Verheiratete Personen benötigen die Zustimmung des Ehepartners zur Taufe
- Bei Personen unter 18 Jahren muss die Zustimmung der gesetzlichen Vertreter vorliegen

Bei schwerwiegenden Übertretungen (zum Beispiel Verwicklung in eine Abtreibung – auch bei einem Mann) muss der Missionspräsident die Umkehr durch ein klärendes Gespräch feststellen. Bei Taufkandidaten, die wegen Totschlages oder Mordes verurteilt worden sind, hängt es allein von der Genehmigung der Ersten Präsidentschaft ab, ob eine Taufe durchgeführt werden darf. Ist geklärt, ob der Kandidat künftig ein Leben nach den Grundsätzen der Kirche führen will und seine bisherigen Verfehlungen soweit möglich bereut und bereinigt hat, wird er zur Taufe zugelassen.
Die Taufe wird durch vollständiges Untertauchen von einem bevollmächtigten Priestertumsträger im Beisein von mindestens zwei Zeugen vollzogen. Durch die Taufe wird der Täufling von allen früheren Sünden, sofern er davon umgekehrt ist, befreit. Die kirchenrechtliche Mitgliedschaft wird allein durch die Taufe begründet. Nach den Lehren der Kirche bedarf es jedoch auch einer Mitgliedschaft in der Kirche des Reiches Gottes. Diese erfolgt erst durch die üblicherweise einige Tage später ausgeführte Übertragung des Heiligen Geistes durch Auflegen der Hände von mehreren Trägern des Melchisedekischen Priestertums. Dabei wird auch die Mitgliedschaft wörtlich bestätigt.
Ungetaufte Kinder werden bis zur Vollendung des neunzehnten Lebensjahres als eingetragene Mitglieder geführt.
Getaufte Mitglieder setzen dem Namen anderer getaufter Mitglieder üblicherweise das Wort „Bruder“ oder „Schwester“ voran.
Personen, die nach dem Ermessen des örtlich zuständigen Bischofs nicht zurechnungsfähig sind, werden nicht getauft, da sie nicht umkehrfähig sind. Sie genießen einen Sonderstatus als ungetaufte eingetragene Mitglieder.

### Sonntagsgottesdienst

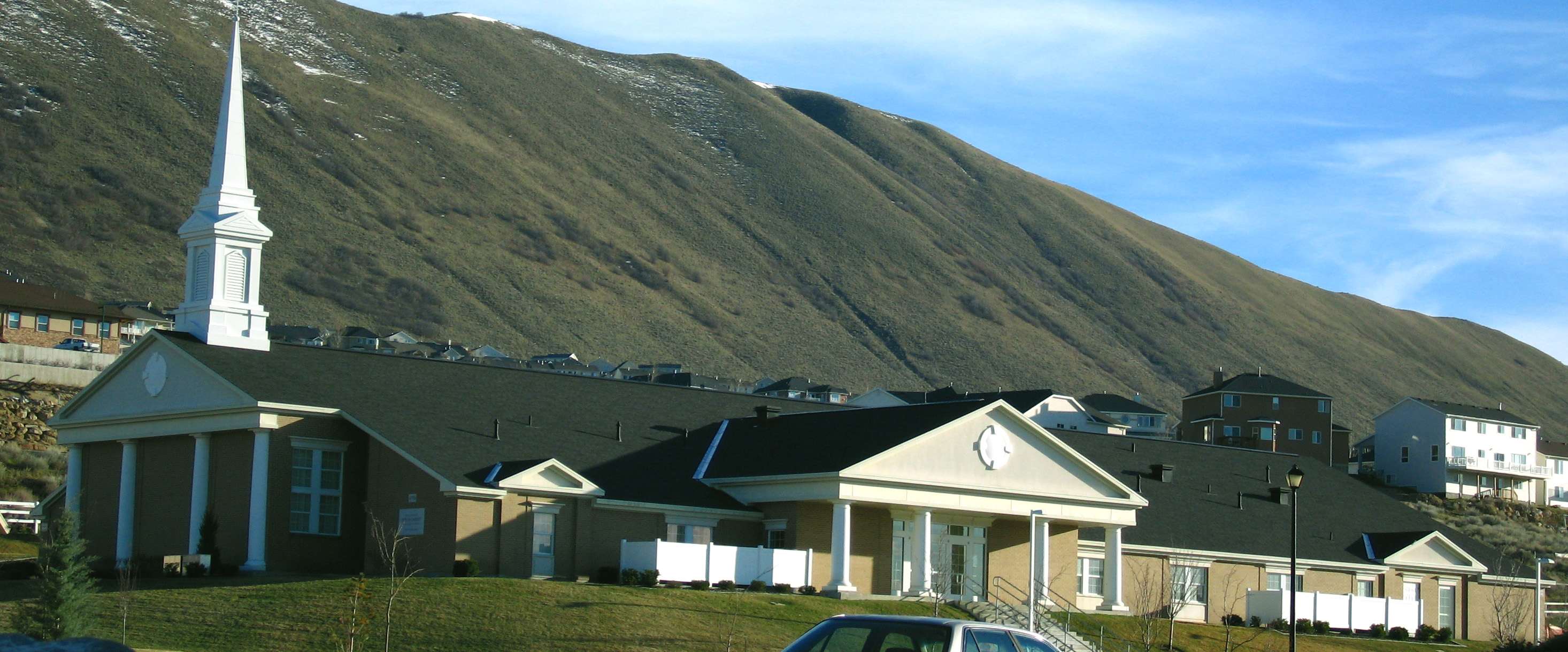
Eine Kapelle in Salt Lake City

Der übliche Gottesdienst am Sonntag umfasst:
- Die Abendmahlsversammlung (etwa 60 min)
Dies ist der wichtigste Teil des Gottesdienstes. Hier wird das Abendmahl in Form von Wasser und Brot gereicht, es werden Kirchenlieder gesungen, und es gibt einige Predigten, Ansprachen genannt, von Mitgliedern, männlich und weiblich, auch von Jugendlichen. Ursprünglich wurde das Abendmahl mit Wein gefeiert, doch wurde nach Einführung des „Wortes der Weisheit“ der Wein durch Wasser ersetzt. Familien nehmen komplett daran teil. Besucher des Gottesdienstes sollen anständig und dezent, dem feierlichen Anlass des Gottesdienstes entsprechend, ordentlich gekleidet sein. Dies gilt besonders für Priestertumsträger, die während des Gottesdienstes heilige Handlungen vollziehen, so dass die Würde des Anlasses unterstrichen und nicht von der heiligen Handlung abgelenkt wird. Männer sollen vorzugsweise Hemd und Krawatte, eventuell auch ein Jackett tragen; Frauen tragen üblicherweise einen Rock oder ein Kleid.
- Sonntagsschule (50 min)
Hier gibt es unterschiedliche Klassen für Erwachsene, Jugendliche und für interessierte Außenstehende. Es werden Themen aus den Schriften, Aussagen von Propheten und anderer Kirchenführer besprochen.
- Kollegiumsversammlung bzw. Frauenhilfsvereinigung / Junge Damen (50 min)
Hier treffen sich die Priestertumsträger nach Kollegien getrennt: „Diakone“ (11 bis 14 Jahre), „Lehrer“ (13 bis 16 Jahre), „Priester“ (15 bis 18 Jahre), „Älteste“ und „Hohepriester“ (ab 18 Jahre). Ebenso treffen sich die Frauen in der Frauenhilfsvereinigung und die Mädchen von 12 bis 18 Jahren in den Versammlungen der Jungen Damen. Hier werden die Lehren speziell für die Gruppe besprochen und diskutiert.
- Primarvereinigung (kurz PV; während Sonntagsschule und Kollegiumsversammlung)
Dies ist die wesentliche religiöse Erziehung der Kinder bis zwölf Jahren außerhalb der Familie nach Altersgruppen getrennt.

Am 6. Oktober 2018 gab die Kirche bekannt, dass die wöchentlichen Gottesdienste auf zwei Stunden begrenzt werden.
| Erwachsene | Jugendliche | Kinder                       | Länge  |
| --- | --- | ---------------------------- | ------ |
| Abendmahlsversammlung | Abendmahlsversammlung | Abendmahlsversammlung        | 60 min |
| Übergangsphase | Übergangsphase | Übergangsphase               | 10 min |
| - Sonntagsschule (1. und 3. Sonntag) - Frauenhilfsvereinigung und Priestertum der Erwachsenen (2. und 4. Sonntag) - Unter der Leitung des Bischofs (5. Sonntag) | - Sonntagsschule für Jugendliche (1. und 3. Sonntag) - Junge Frauen und Priestertum der Jugendlichen (2. und 4. Sonntag) - Unter der Leitung des Bischofs (5. Sonntag) | Primarvereinigung der Kinder | 50 min |

### Gebete
Die öffentlichen und die persönlichen Gebete richten sich stets an den „Himmlischen Vater“ und werden im Namen Jesu Christi gesprochen. Wenn ein gemeinschaftliches Gebet gesprochen wird, dann ist es üblich, dass die Anwesenden nach der Beendigung des Gebetes mit „Amen“ zustimmend antworten. Man betet in kniender, stehender oder sitzender Haltung. Mitglieder sind dazu angehalten, täglich persönlich, als Familie und vor dem Essen zu beten. Alle Gebete werden frei gesprochen, außer den Abendmahlsgebeten und dem Taufgebet, die wörtlich festgelegt sind. Normalerweise enthalten Gebete einen Dank und eine Bitte je nach den persönlichen Umständen und dem Anlass des Gebetes.

### Aufgaben des Priestertums
Neben dem Lehren des „Evangeliums“ (gemeint ist die mormonische Theologie) hat das Priestertum auch die Aufgabe, „Heilige Handlungen“ zu vollziehen. Zu diesen Heiligen Handlungen gehören unter anderem: Taufe, Konfirmation, Abendmahl, Übertragung des Priestertums, Kindersegnung, Krankensegen, Väterlicher Segen.
Es ist genau festgelegt, welches Amt im Priestertum welche Heiligen Handlungen durchführen darf.

### Religionserziehung

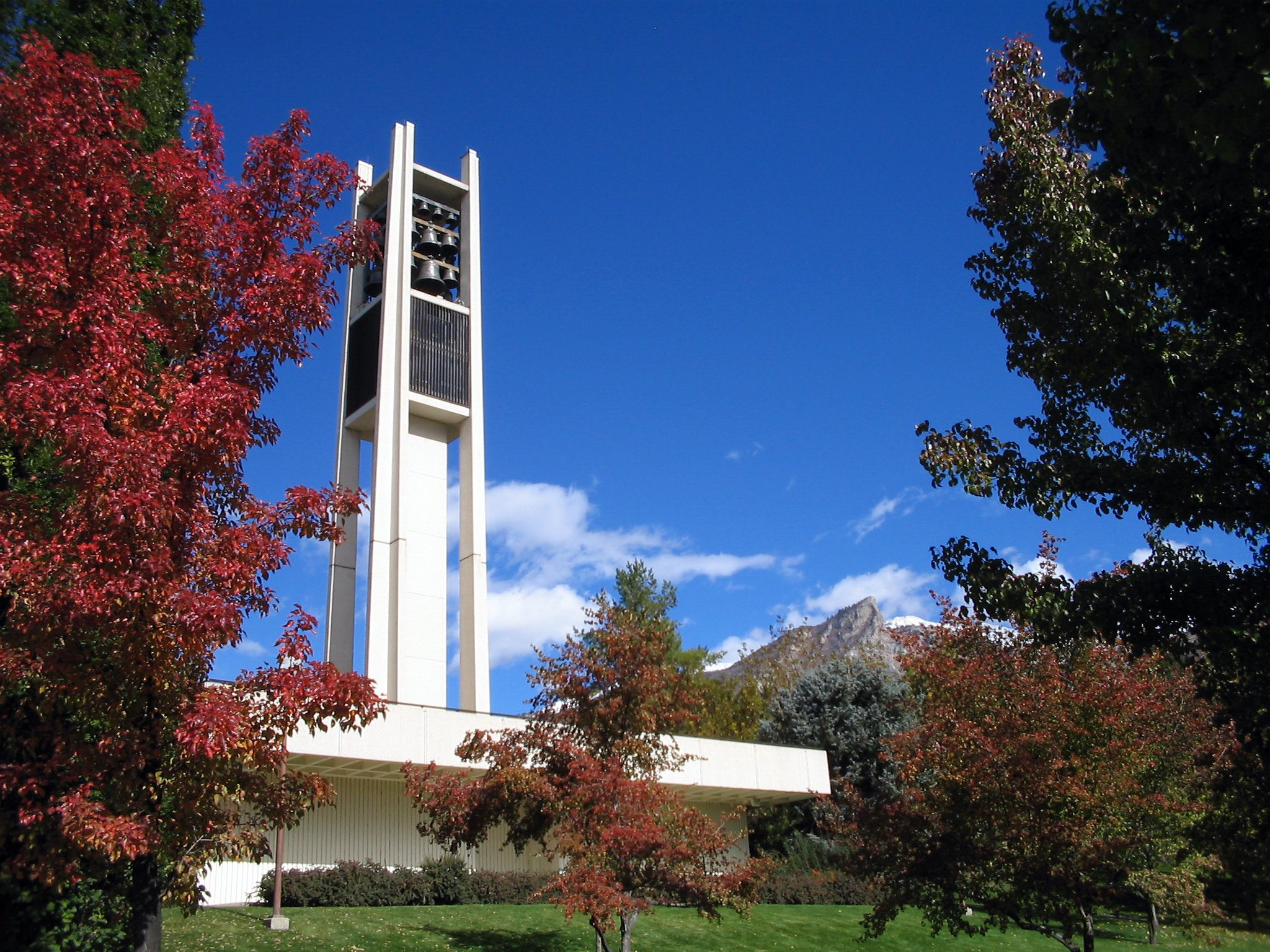
Der Carillon Tower der Brigham Young University, einer Bildungseinrichtung der Kirche

Neben den sonntäglichen Versammlungen gibt es für Jugendliche von 14 bis 18 das Seminarprogramm und für junge Erwachsene von 18 bis 30 das Institutprogramm. Beides wird vom Bildungswesen der Kirche (CES) organisiert. Es findet je nach den örtlichen Umständen wöchentlich am Abend oder täglich am Morgen vor der Schule oder Arbeit statt. Die meist ehrenamtlichen Lehrer werden von CES gestellt und fortgebildet.

### Seelsorge
Die Seelsorge ist wie die sonstigen kirchlichen Aufgaben auf die Schultern vieler verteilt. Im Einzelnen handelt es sich dabei um ein Paar von Priestertumsträgern, die häufig aus einem Jugendlichen (Lehrer oder Priester im aaronischen Priestertum) und einem Träger des melchisedekischen Priestertums bestehen. Sie sind gemeinsam einigen Mitgliederfamilien als sogenannte Betreuer zugeteilt und haben die Aufgabe, ihnen Freundschaft entgegenzubringen und in Nöten aller Art zu helfen. Dazu kann auch ein regelmäßiger Seelsorgebesuch gehören, bei dem eine glaubenstärkende Botschaft vermittelt wird. Frauen sind ebenfalls paarweise einige Frauen zugeteilt, denen sie auf die gleiche Weise dienen.

### Monatliches Fasten
Den Mitgliedern, die alt genug und gesund sind, wird empfohlen, am ersten Sonntag im Monat zu fasten, um ihre Geistigkeit zu stärken. Das bedeutet, auf zwei Mahlzeiten zu verzichten. Das dadurch eingesparte Geld wird üblicherweise zweckgebunden für die Versorgung von Bedürftigen gespendet.
Das Fasten soll durch Gebet begleitet werden und endet in der Fasten- und Zeugnisversammlung. Das ist eine besondere Abendmahlsversammlung, in der jeder eingeladen ist, seine Glaubensüberzeugungen zu teilen.

### Familienleben

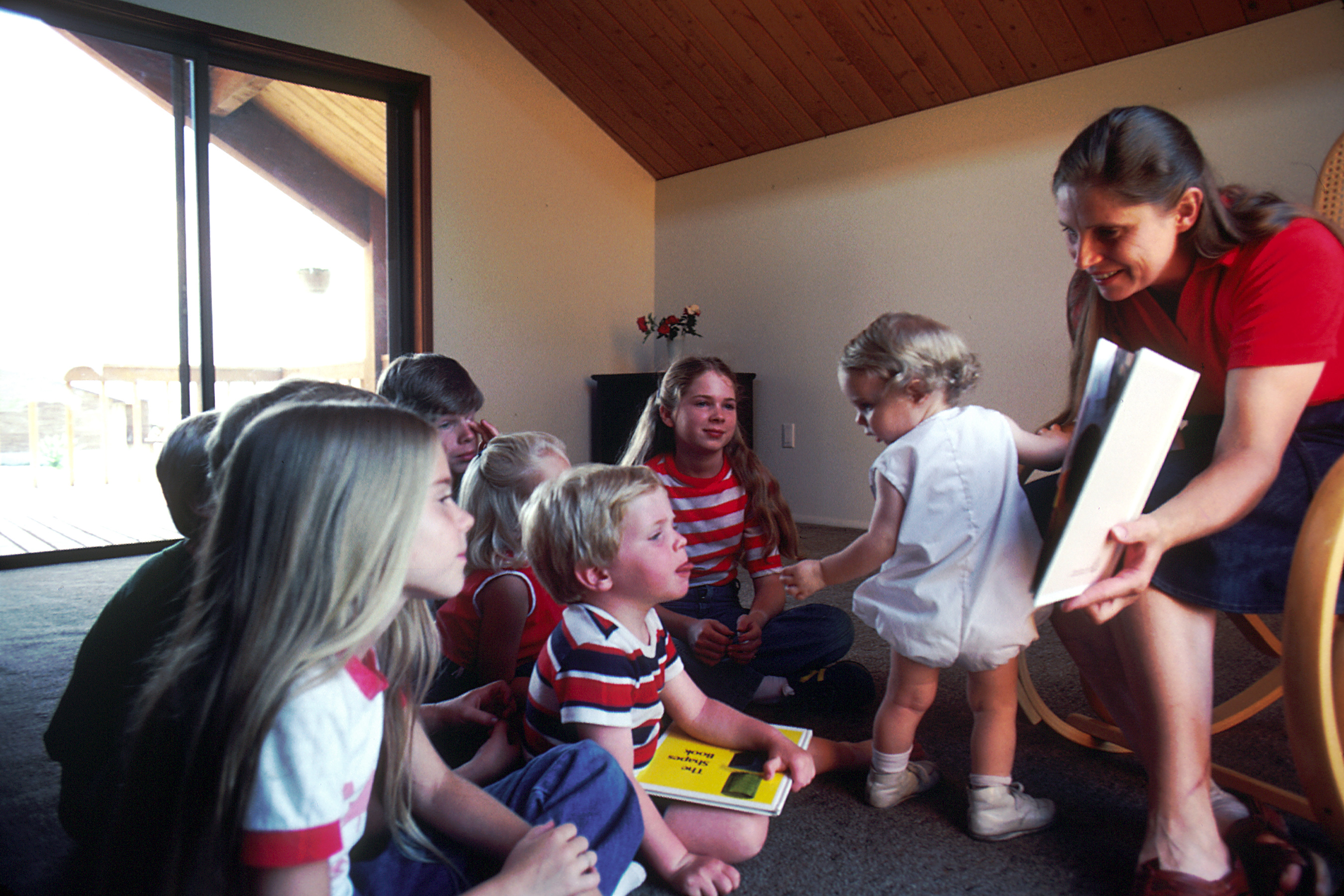
Ein mormonischer Familienabend

Die Familie ist gemäß der Lehre der Kirche von Gott eingerichtet und für die Errettung von besonderer Wichtigkeit. Ein aktives und positives Familienleben wird von den Kirchenführern stark betont. Die Rolle der Frau als Mutter genießt höchstes Ansehen. Die Mutter ist in erster Linie für das Umsorgen und die Erziehung der Kinder zuständig. Der Vater soll in Liebe und Rechtschaffenheit über die Familie präsidieren. Er hat die Pflicht, dafür zu sorgen, dass die Familie alles hat, was sie zum Leben und für ihren Schutz braucht. Nach der Lehre der Kirche müssen Vater und Mutter einander in diesen heiligen Aufgaben als gleichwertige Partner zur Seite stehen. Behinderung, Tod und sonstige Umstände können eine individuelle Anpassung erforderlich machen.
Diesem Dogma folgend, haben Familien innerhalb der Kirche in der Regel mehr Kinder, vor allem im Vergleich zur durchschnittlichen Kinderrate in den westlich-orientierten Industriestaaten.
Die Familie nimmt nicht nur an den Sonntagsgottesdiensten teil, sondern kommt auch nach Möglichkeit montags zu einem Familienabend zusammen. Dort können Schwierigkeiten und Vorhaben der Familie besprochen werden. Die Eltern nutzen diesen Abend, um die zentralen Evangeliumslehren ihren Kindern in einer fröhlichen und entspannten Atmosphäre nahezubringen.
Wenn ein Mann und eine Frau im Tempel heiraten, wird diese Zeremonie als Siegelung bezeichnet. Durch eine Siegelung im Tempel kann die Familie ewig bestehen. Dies bedeutet, dass die irdischen Familienbande über den Tod hinaus weiterbestehen werden, sofern die Einzelnen nach den Lehren Jesu Christi leben. Wenn diesem Ehepaar später Kinder geboren werden, sind sie automatisch an ihre Eltern gesiegelt. Ehepaare, die sich erst nach ihrer Heirat der Kirche anschließen oder aus anderen Gründen nicht gleich im Tempel geheiratet haben, können später immer noch im Tempel aneinander gesiegelt werden. Eltern können dabei auch ihre Kinder an sich siegeln lassen. Für Verstorbene können diese Siegelungsverordnungen auch stellvertretend durchgeführt werden, sodass Familien über Generationen hinweg miteinander verbunden werden können.
Unverheirateten Mitgliedern wird nahegelegt, einen Partner zu heiraten, der ebenfalls Mitglied der Kirche ist. Das Eingehen einer interreligiösen Ehe wird nicht empfohlen; jedoch wird diese von der Kirche akzeptiert.
Wenn eine Familie aufgrund weiter Entfernungen oder anderer Umstände nicht am Gemeindeleben teilnehmen kann, so soll sie ein rudimentäres Gemeindeleben mit Abendmahl, Liedern, Gebeten, Belehrungen usw. unter der Leitung des Vaters, aus der Ferne beaufsichtigt vom zuständigen Kirchenführer, gestalten.

### Tempel

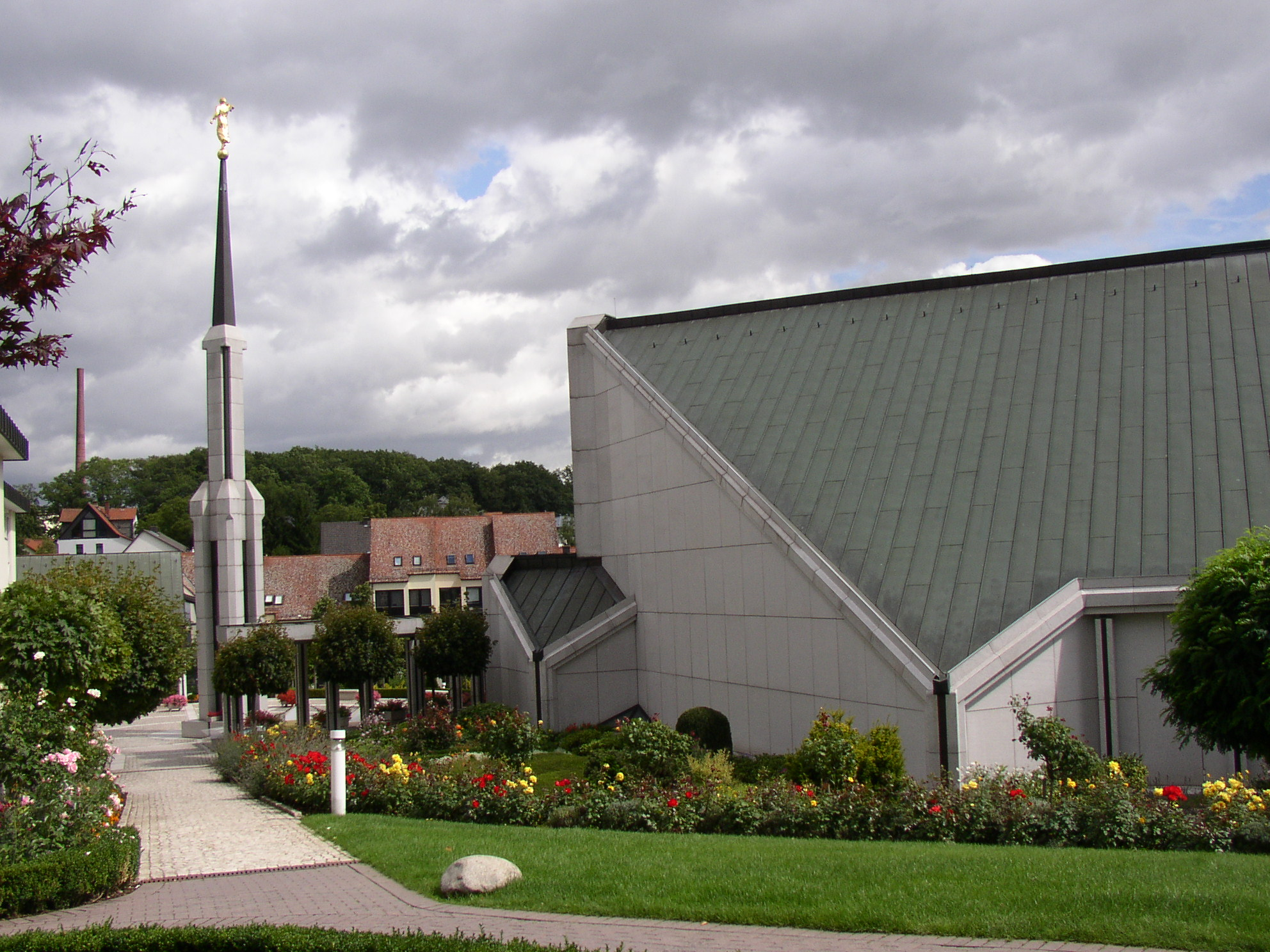
Der Frankfurt-Tempel

Von den Mitgliedern der Kirche wird der Tempel als ganz besonders heiliger Ort verstanden. Dort geht man Gott gegenüber besondere Verpflichtungen (sog. Tempelbündnisse) ein und wird über den Erlösungsplan in symbolischer Weise belehrt. Neubeigetretene Mitglieder können frühestens ein Jahr nach der Taufe an den Heiligen Handlungen des Tempels teilnehmen.
Tempelbesucher verpflichten sich, über besonders heilige Teile der Tempelzeremonie außerhalb des Tempels grundsätzlich nicht zu sprechen.

### Missionsarbeit
Die Kirche Jesu Christi der Heiligen der Letzten Tage ist eine missionierende Religion und mobilisiert über 62.000 Vollzeitmissionare weltweit. Junge Männer können ab dem 18. Lebensjahr eine zweijährige Vollzeitmission absolvieren. Auch Frauen ab 19 und ältere Ehepaare im Rentenalter können diesen Dienst, aber zeitlich verkürzt (meist 18 Monate bei jungen Frauen und 12 bis 23 Monate bei älteren Ehepaaren), erfüllen. Die Mission ist stets freiwillig, obgleich jungen Männern nahegelegt wird, eine Vollzeitmission zu erfüllen. Innerhalb der Kirche wird der Missionsdienst als besonders segensreiche Zeit angesehen.
Missionare der Kirche tragen üblicherweise die vollen Kosten ihrer Missionstätigkeit selbst, ohne dass die Kirche, für die sie in dieser Zeit tätig sind, sie finanziell unterstützt. Der Tagesablauf ist im bestimmten Maße vorgegeben; der Schwerpunkt liegt bei persönlichen Kontakten. Vollzeitmissionare betreiben Missionsarbeit, indem sie Menschen auf der Straße ansprechen, Ausstellungen und Kirchenaktivitäten organisieren, Termine mit Interessierten abhalten, sich im sozialen Bereich einbringen oder einfach von „Tür zu Tür“ gehen. Während der Mission folgen Missionare einer asketischen Lebensweise. Die Nutzung von Radio, Fernsehen und Kino ist nicht erlaubt. Ebenso ist untersagt, sich privat zu verabreden, tanzen zu gehen oder zu flirten. Während dieser Zeit ist zum anderen Geschlecht Distanz zu wahren. Missionare werden ermuntert, mit ihrer Familie wöchentlich via Telefon, Videochats, Online-Messaging oder brieflich in Kontakt zu treten. Ein gepflegtes Erscheinungsbild (Kleiderordnung business casual) wird erwartet.
Die Mitglieder der Kirche Jesu Christi folgen dem biblischen Gebot, das Evangelium Jesu Christi in aller Welt zu predigen. Ihr Bestreben liegt darin, jeden Menschen zu Christus zu führen und ebenso Mitgenuss an den Segnungen des wiederhergestellten Evangeliums zu ermöglichen. Sie versuchen einerseits durch ein gutes Beispiel auf sich aufmerksam zu machen, andererseits aber auch die Botschaft zu denen zu bringen, die sie noch nicht empfangen haben. Diese Verkündigung geschieht in erster Linie durch die lokalen Mitglieder, die von den Vollzeitmissionaren unterstützt werden. Das ist auch der Grund, warum Mitglieder Gelegenheiten wahrnehmen, anderen Menschen vom Evangelium zu erzählen, und Informationsmaterial der Kirche und Einladungen zu diversen Kirchenveranstaltungen ausgeben. Obwohl die Mitglieder aufgefordert werden, die Lehren der Kirche unter ihren Bekannten weiterzugeben, werden sie angehalten, dabei keinen Druck auszuüben, sondern die Entscheidungsfreiheit des Einzelnen zu respektieren.
Die Arbeit dieser Vollzeitmissionare wird von einem Missionspräsidenten beaufsichtigt, der für ein bestimmtes geographisches Gebiet zuständig ist und direkt dem „Kollegium der Zwölf Apostel“ unterstellt ist.

### Prägende Gebote

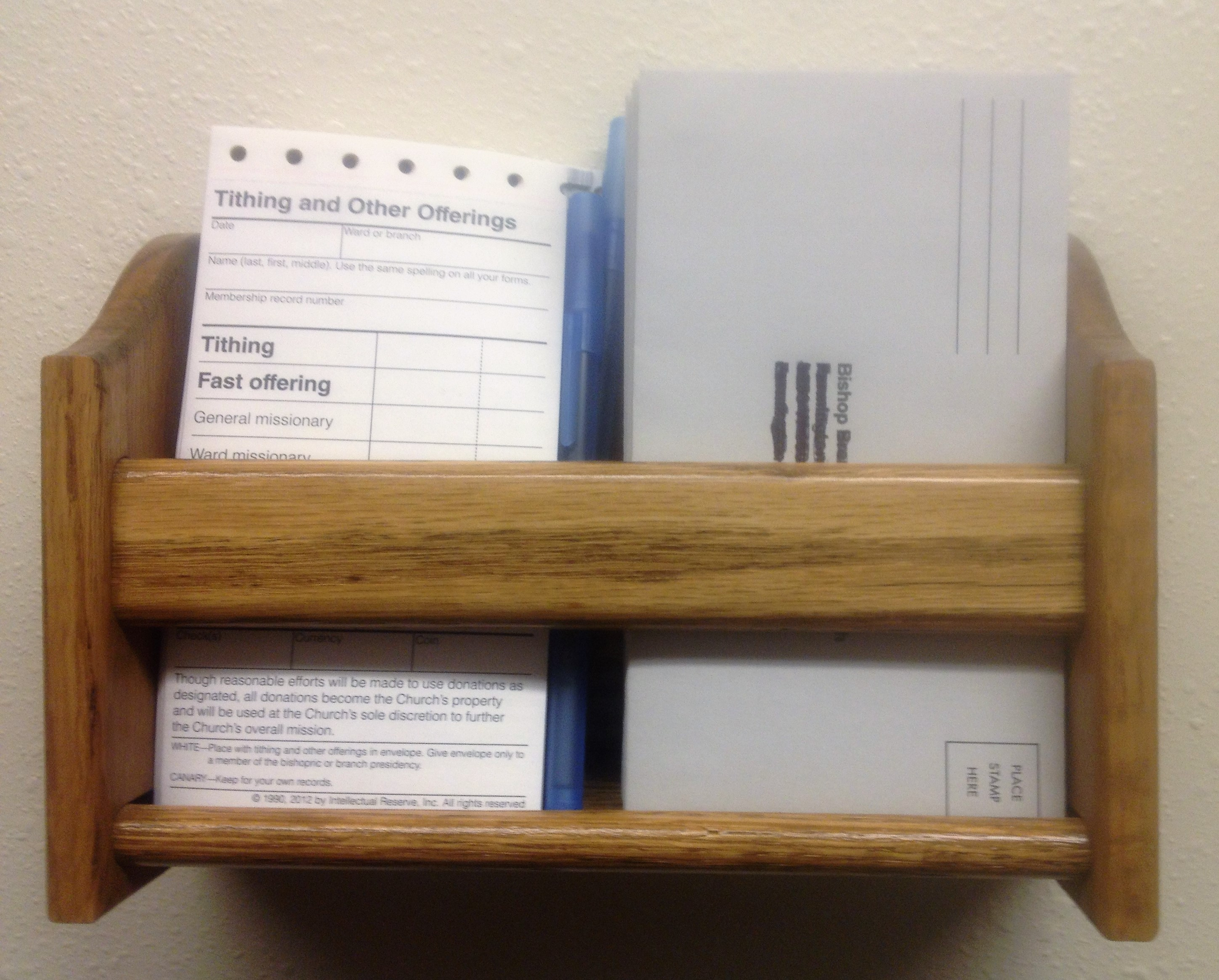
Zehntformulare und Umschläge, die in der HLT-Kirche benutzt werden

Mitglieder der Kirche sind dazu angehalten, völlig auf den Genuss von Alkohol, Tabak, Kaffee und schwarzem Tee zu verzichten sowie keine Drogen zu nehmen und sich gesund zu ernähren. Dieser Grundsatz ist bekannt als „Das Wort der Weisheit“. Tätowierungen und Piercings werden abgelehnt; Ohrringe bei Frauen bilden eine Ausnahme. Jede Art von als Verstümmelungen betrachteten Veränderungen am Körper haben die Mitglieder zu unterlassen. Dies hängt damit zusammen, dass der Körper als Tempel für den Geist betrachtet wird, der nicht verunreinigt werden soll.
Die Mitglieder zahlen den „Zehnten“, also ein Zehntel ihres monatlichen Ertrages. Unter Ertrag wird dabei das persönliche Einkommen verstanden und nicht näher spezifiziert. Die Zehnteneinnahmen werden für die Finanzierung von Bauprojekten, Gebäudeunterhalt, Lehrmitteln, humanitärer Hilfe, Aktivitäten, Missionsarbeit und anderem verwendet.
Das Gesetz der Keuschheit bedeutet völlige sexuelle Enthaltsamkeit vor der Ehe und vollständige Treue in der Ehe. Dazu gehört auch, dass man das andere Geschlecht mit Respekt behandelt, sich anständig kleidet und eine saubere Sprache verwendet. Ebenso sind Pornografie und Selbstbefriedigung zu meiden. Eine gleichgeschlechtliche Ehe wird als den Gesetzen Gottes widersprechend betrachtet, und homosexuelles Verhalten gilt als Übertretung des Gebotes der Keuschheit. Schwere Übertretungen hinsichtlich dieses Gebotes können zu Sanktionen wie Gemeinschaftsentzug bis hin zur Exkommunikation führen, wenn sie den Kirchenführern bekannt werden und sich der der Übertretung Schuldige nicht zur „Umkehr“ von der Übertretung bewegen lässt. Laut einer Erklärung von 2019 betrachtet die Kirche gleichgeschlechtliche Ehen nun nicht mehr als „Abfall vom Glauben“. An der Lehre der Kirche über die Ehe ändere sich aber nichts. Grundsätzlich würden gleichgeschlechtliche Ehen weiterhin als ein „ernstes Vergehen“ gewertet.
Unter „Sabbatheiligung“ versteht man in der Kirche den Besuch des Gottesdienstes und den Verzicht auf kommerzielle und sportliche Betätigung entsprechend der christlichen Tradition am Sonntag. Die Mitglieder sollen sich am Sonntag der eigenen Familie und spirituellen Dingen widmen.

### Wohltätigkeit

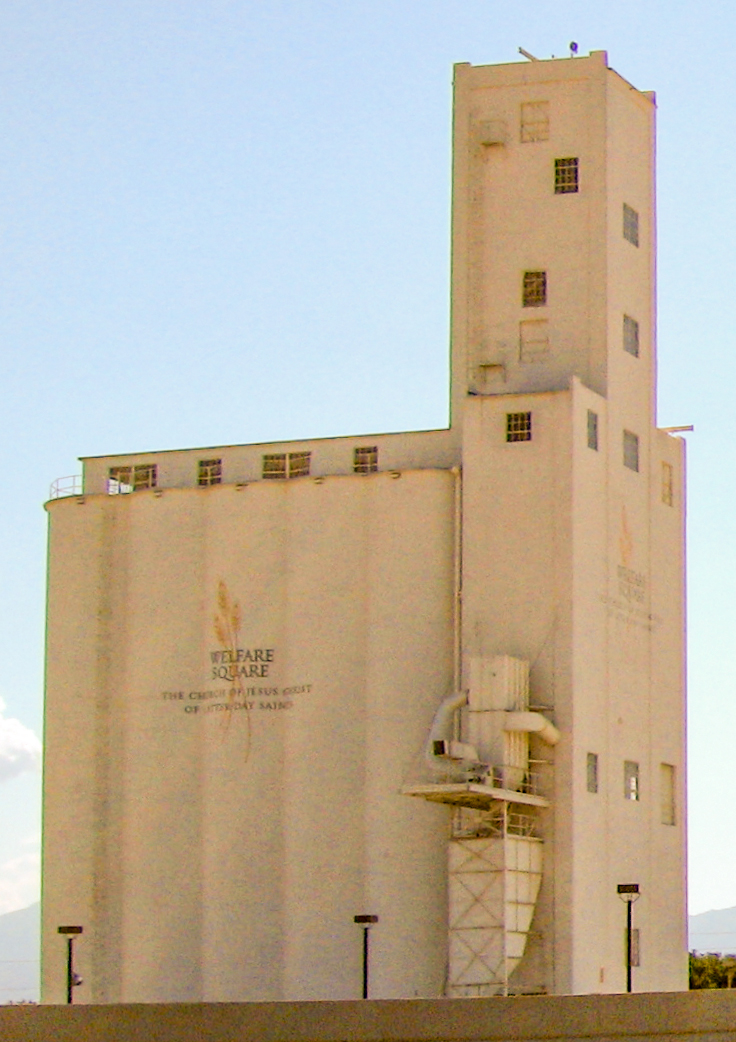
Getreidespeicher des Welfare Square in Salt Lake City, Utah. Welfare Square begann im Jahre 1938 als ein Vorratshaus des Bischofs.

Die Hilfsbereitschaft und die „Nährung der Armen“ spielt eine große Rolle. Gläubige Mitglieder der Kirche fasten mindestens einmal im Monat und spenden ein „Fastopfer“, das verwendet wird, um Bedürftige innerhalb der Gemeinde zu unterstützen. Die Kirche unterhält auch zahlreiche wohltätige Organisationen, die unabhängig von Religionszugehörigkeit weltweit Hilfe anbieten und in Krisengebieten arbeiten. Schon zur Nachkriegszeit wurden die Mormonen in Deutschland durch ihre Armenspeisungen bekannt. Kommt es zu besonders schwerwiegenden humanitären Krisen, wird das Fastopfer der Mitglieder ausschließlich für bestimmte Hilfsorganisationen verwendet. Bei einer Dürrekatastrophe in Afrika brach die Kirche einen Spendenrekord beim Roten Kreuz. Auf humanitärer Ebene arbeitet die Kirche Jesu Christi häufig mit anderen religiösen Hilfsorganisationen zusammen, wie den Katholischen Hilfswerken oder Islamic Relief.

## Wirkung nach außen

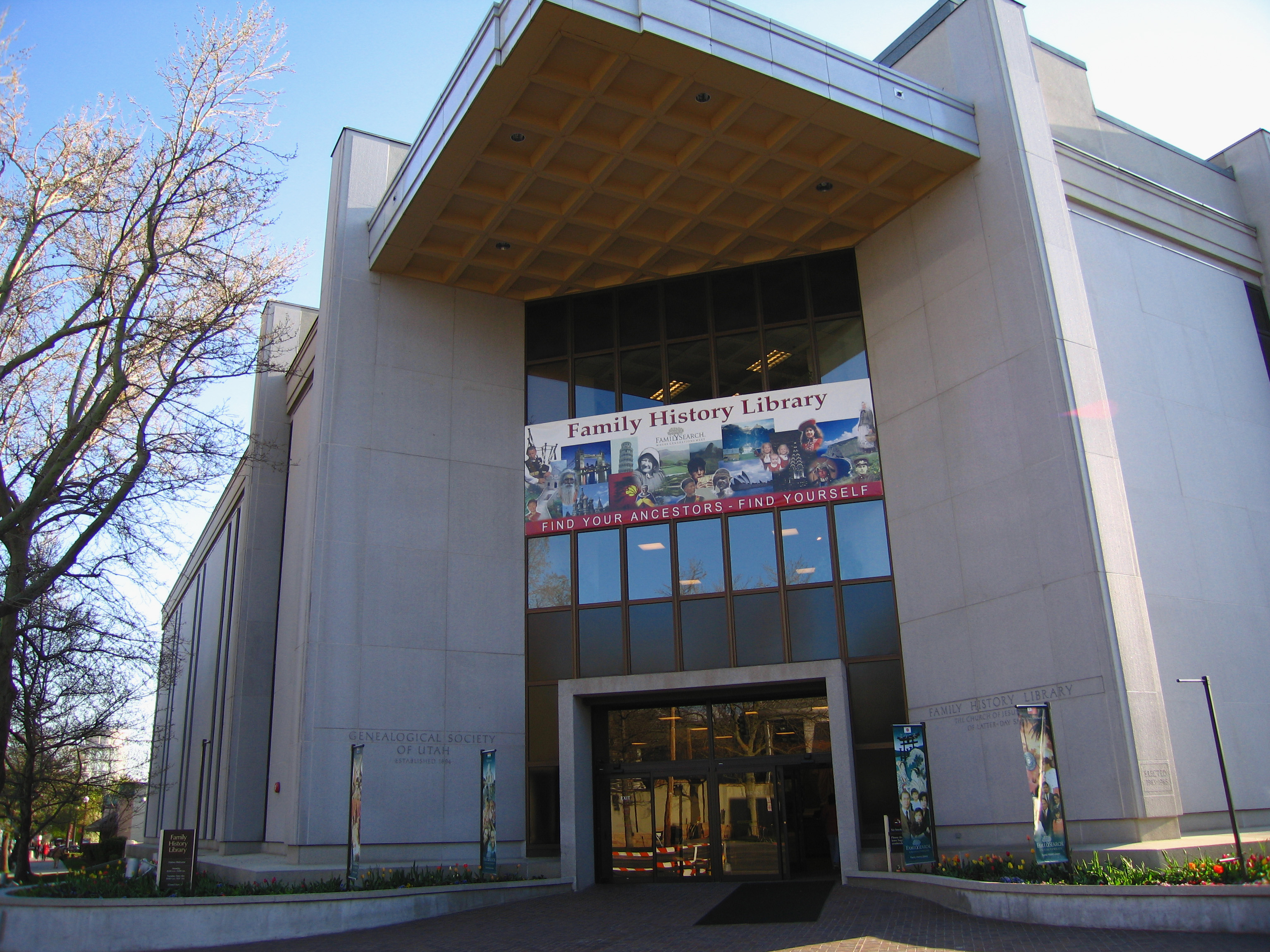
Genealogische Gesellschaft von Utah

Neben dem Missionsprogramm tritt die Kirche vermehrt mit Internetauftritten, mit Interviews von Kirchenführern in öffentlichen Medien und mit Zeitungsberichten an die Öffentlichkeit.
Zahlreiche Angehörige der Kirche betreiben intensive Familienforschung, da sie nach der Lehre ihrer Kirche ihren nicht mormonisch getauften Vorfahren durch die Taufe für Verstorbene die Möglichkeit der Errettung verschaffen können, wenn sie deren Namen sowie Geburts- und Sterbedatum kennen. Unterstützung erhalten sie durch umfangreiche genealogische Archive, insbesondere das der Genealogischen Gesellschaft von Utah, das auch Nichtmitglieder bei der Familienforschung unterstützt. Im Granite Mountain Record Vault wird ein hochsicheres Medienarchiv betrieben.
Die Personendaten, die für jeden auf der Internetseite Familysearch.org frei zur Verfügung stehen, wurden aus Kirchenbüchern in die Datenbank eingegeben oder von Familienforschern eingespeist. Über diese Website kann auch im Family History Library Catalog nach verfilmten Kirchenbüchern gesucht werden. Einige kirchliche Archive lehnen es ab, Familienforschern ihre Kirchenbücher auch über die genealogischen Forschungsstellen zugänglich zu machen; in diesem Fall sind die Kirchenbuchfilme für Forschungsstellen in Deutschland oder in Europa gesperrt. Nach und nach werden Kirchenbücher auch direkt über das Internet für die Öffentlichkeit zugänglich gemacht.
Die evangelische Kirche in Deutschland lehnt es im Hinblick auf die Sonderlehre von der Taufe für Verstorbene heute ab, der Genealogischen Gesellschaft von Utah weiterhin die Verfilmung von Kirchenbüchern zu gestatten.
Theologen und Religionswissenschaftler der Evangelischen Kirche in Deutschland bezeichnen die Kirche als eigenständige synkretistische Neu-Religion. Ein Übertritt zum Mormonentum bedeute daher eine Abkehr von der christlich-ökumenischen Kirchengemeinschaft. Ein Mitglied der Kirche Jesu Christi der Heiligen der Letzten Tage wird nicht als Taufpate zugelassen. Auch die kirchliche Trauung eines Mitglieds der Kirche Jesu Christi wird untersagt. Ebenso ist die gastweise Zulassung zum evangelischen Abendmahl nicht möglich. Mit Ausnahme der Verweigerung des Zugangs zu genealogischen Daten werden die geschilderten Maßnahmen der evangelischen Kirche von Mormonen akzeptiert.

## Finanzen
Die Finanzen der Kirche Jesu Christi der Heiligen der Letzten Tage ähneln denen anderer gemeinnütziger und religiöser Organisationen, da ihre Finanzierung aus den Spenden ihrer Mitglieder stammt und die Hauptkosten für den Bau und die Instandhaltung von Einrichtungen anfallen. Wenn die HLT-Kirche mehr Spenden einnimmt, als sie für regelmäßig anfallende Ausgaben aufwendet, verwendet sie den Überschuss, um eine Reserve für Investitionen aufzubauen, und für zukünftige Jahre, in denen die regelmäßigen Ausgaben die Spendeneinnahmen übersteigen können. Die Kirche investiert ihre Reserve, um den Kapitalbetrag aufrechtzuerhalten und eine angemessene Rendite zu erzielen, und richtet ihre Investitionen in einkommensschaffende Vermögenswerte, die ihr bei ihrer Mission helfen können. Aufgrund ihres wirtschaftlichen Erfolges wurde die Kirche bereits mit Großunternehmen verglichen. Jedes Jahr soll sie Spenden in Milliardenhöhe erhalten. Die Kirche erhält jedes Jahr Einnahmen in Höhe von 7 Mrd. Dollar von ihren 17 Millionen Mitgliedern. Es wird erwartet, dass die Mitglieder einen Anteil von einem Zehnten ihres Einkommens spenden.
Verwaltet wird das Vermögen der Kirche von Ensign Peak Advisors, der 1997 ausgegliederten Investmentabteilung der Kirche. Das Volumen des verwalteten Vermögens wird auf mehr als 100 Milliarden US-Dollar geschätzt, was die Kirche zu einer der reichsten religiösen Institutionen der Welt macht. Eingetragen als Non-Profit-Organisation, ist Ensign Peak Advisors nicht einkommenssteuerpflichtig. Angelegt wird das Vermögen vorwiegend in Immobilien, Land und Aktien.
2019 wurden Vorwürfe laut, die Kirche habe hohe Vermögenswerte auf mehrere Briefkastenfirmen verteilt, um den Gesamtwert des Vermögens geringer darzustellen. Die Spendengelder seien zu einem großen Teil lediglich gesammelt worden, ohne dass sie einem wohltätigen Zweck zugeführt wurden.

## Kontroversen
→ Für detaillierte Kritik siehe unter Buch Mormon, Lehre und Bündnisse und Buch Abraham.
Wegen ihrer eigentümlichen Anschauungen, die zum Teil im Gegensatz zu den Lehren der anderen christlichen Kirchen stehen, ist die Kirche Jesu Christi der Heiligen der Letzten Tage Kritik und offener Anfeindung ausgesetzt. Kritik wird vor allem an der Person Joseph Smith und der Authentizität seiner Visionen geäußert. Smith soll keine Offenbarungen erhalten haben; seine Werke seien reine Phantasie und Adaption anderer Lehren.
Von den im Ökumenischen Rat der Kirchen zusammengeschlossenen Kirchen wird die Kirche Jesu Christi der Heiligen der Letzten Tage nicht als christliche Kirche, sondern als „synkretistische Neureligion amerikanischer Prägung“ eingestuft, weil sie ihre Lehre nicht nur aus der Bibel, sondern auch aus neuzeitlichen Offenbarungen ableitet. Ihre Lehre, dass es unter Gott, dem Vater, noch andere „niedrigere“ Götter gebe, werde als Polytheismus und damit als unvereinbar mit der christlichen Lehre interpretiert. Das aus der Gnosis entstammende Menschenbild, nach dem der Mensch als Geistkind Gottes dereinst selbst göttlich werden könne, stimme nicht mit der mehrheitlichen Deutung der christlichen Anthropologie überein. Auch der dreistufige Erlösungsplan, den die Kirche Jesu Christi lehrt, widerspreche der eigenen christlichen Soteriologie. Durch den Anspruch, die einzige Kirche zu sein, die von Jesus Christus geführt und anerkannt sei, und die Ablehnung aller christlichen Kirchen stelle sich die Kirche Jesu Christi außerhalb der Ökumenischen Bewegung. Im Rahmen der Zusammenarbeit mit dem Rat der Religionen und der Arbeitsgemeinschaft der Kirchen und Religionsgesellschaften in Deutschland bestehen aber interreligiöse Kontakte. Da die Kirche Jesu Christi als Antitrinitarier das nicäische Glaubensbekenntnis ablehnt, wird die Taufe seitens der ökumenischen Bewegung nicht anerkannt.
Vor allem evangelikale und fundamentalistische Christen kritisieren ferner, dass Luzifer als Bruder von Jesus Christus bezeichnet wird und die Sintflut als eine Art Taufe der Erde verstanden wird. Der Präsident der Kirche Jesu Christi der Heiligen der Letzten Tage, Ezra Taft Benson, lehrte in Fortsetzung der Lehren Brigham Youngs, dass Jesus Christus nicht durch den Heiligen Geist gezeugt worden sei, sondern dass Gott der Vater ihn im Fleische mit der Jungfrau Maria gezeugt habe. Die Aussage, dass zur Erlösung eigene Werke des Menschen nötig sind, wird in protestantischen Kreisen häufig dahingehend verstanden, die Kirche Jesu Christi verkenne die aus Gnade erfolgte Erlösung durch das Sühnopfer Jesu Christi.
Der Kirchenführung wird gelegentlich vorgeworfen, mit der eigenen Geschichte oberflächlich und einseitig umzugehen. Dabei wird bemängelt, dass negative Aspekte in den Lehrunterlagen und Sonntagsklassen nicht ausreichend behandelt werden. Kritisiert werden ferner hierarchische Leitungsstrukturen sowie Verweise auf das Gebot des „Zehnten“ und manche geschäftlichen Aktivitäten. Die Abgabe des Zehnten ist grundsätzlich freiwillig, stellt aber eine Bedingung für den Tempelbesuch dar. Kritisiert wird zudem, dass der örtlich zuständige Bischof zu bestimmten Anlässen Unterredungen mit Mitgliedern führen soll, in denen sie unter anderem freiwillig Auskunft darüber geben sollen, ob sie nach dem Gebot der Keuschheit leben.
Häufig werden Polygamie und Rassismus kritisch thematisiert. Kirchenvertreter halten dem entgegen, dass die Polygamie seit 1890 abgeschafft sei und seit 1978 jeder Mann unabhängig von seiner ethnischen Herkunft das Priestertum erlangen könne. Eine Reihe von Frauenrechtlerinnen sehen aber die Lehre der Vielehe noch immer latent vorhanden und kritisieren wie zum Beispiel Kate Kelly die patriarchalische Struktur der Kirche und ihr dementsprechendes Frauenbild. Dem widersprechen jedoch zahlreiche prominente Frauen innerhalb der Kirche.
Der Vorwurf des Rassismus leitet sich auch aus der Lehre ab, wonach Hebräer unter den Stammvätern der heutigen Ureinwohner Amerikas seien, sowie dem Ausschluss von Mitgliedern schwarzafrikanischer Abstammung von der Priesterweihe in der Zeit von 1850 bis 1978. Kritiker fassen dies als ein kolonialistisches Selbstverständnis von einer Überlegenheit der weißen Rasse auf.
Die Kirche steht wegen der stellvertretenden Taufe Verstorbener und deren Ausdehnung über die Vorfahren der Kirchenmitglieder hinaus in Kritik. Besonders die Totentaufe jüdischer Verstorbener wird kritisiert. Zwar untersagte die Kirchenführung 1995 die stellvertretende Taufe von Opfern des Holocausts; dennoch erregte die 2012 in der Dominikanischen Republik durchgeführte Totentaufe von Anne Frank Aufsehen.
Der Glaubensgemeinschaft wird eine homophobe Grundeinstellung nachgesagt, da sie sich mehrfach auch politisch gegen die Legalisierung der gleichgeschlechtlichen Ehe ausgesprochen hat. Ihr größter Erfolg war, in einer Koalition mit einer Vielzahl anderer Religionsgemeinschaften, die Millionen Dollar schwere Unterstützung des Volksentscheids Proposition 8 im Jahr 2008, der die vorläufige Abschaffung der gleichgeschlechtlichen Ehe in Kalifornien zur Folge hatte. Daraufhin erfuhr die Glaubensgemeinschaft schwere Proteste gegen ihre Unterstützung. Zu den Ursachen gleichgeschlechtlicher Neigungen bezieht die Kirche nicht Stellung. Die Mitglieder werden angehalten, Personen mit gleichgeschlechtlicher Neigung freundlich aufzunehmen und sie liebevoll und respektvoll zu behandeln.

## Verbreitung im deutschsprachigen Raum

### Deutschland
| Jahr | Mitglieder | +/−    |
| ---- | ---------- | ------ |
| 2011 | 38.257     | —      |
| 2012 | 38.739     | +1,3 % |
| 2013 | 38.992     | +0,7 % |
| 2014 | 39.401     | +1,0 % |
| 2015 | 39.726     | +0,8 % |
| 2016 | 40.011     | +0,7 % |
| 2017 | 40.037     | +0,1 % |
| 2018 | 39.917     | −0,3 % |
| 2019 | 39.724     | −0,5 % |

Als erste Deutsche wurden der ausgewanderte Jakob Zundel 1837 in Amerika und Alexander Nejbauer 1838 in England getauft.
Der Missionar Orson Hyde, der 1842 nach Regensburg kam, begann die Missionstätigkeit in Deutschland. Obwohl er nur zehn Monate bleiben konnte, versuchte er in dieser Zeit, die deutsche Sprache zu erlernen, um so mit seinen Predigten die Menschen in ihrer Muttersprache zu erreichen. Er fertigte eine deutsche Übersetzung eines Traktats an und unterrichtete später den Präsidenten der Kirche, Joseph Smith, in der deutschen Sprache.
Unter der Leitung des Missionars Johann Greenig entstand 1843 eine erste Gruppe von Mitgliedern in Darmstadt. (Zu dieser Zeit wurde in Nauvoo, Illinois, USA, eine deutsche Gemeinde gegründet. Konrad Kleinmann gehörte zu den ersten deutschen Pionieren, die das Salzseetal erreichten.)
1852 wurde die erste deutsche Gemeinde in Hamburg mit zwölf Mitgliedern gegründet. Im selben Jahr wurde in Hamburg auch die erste deutsche Übersetzung des Buches Mormon herausgegeben. Übersetzer waren John Taylor und George P. Dykes. Da die Mitglieder wegen ihrer Religionszugehörigkeit oft Probleme mit der Obrigkeit hatten und ins Gefängnis kamen, wanderten viele in die Vereinigten Staaten aus. 1854 wurde die Gemeinde Hamburg wieder aufgelöst.

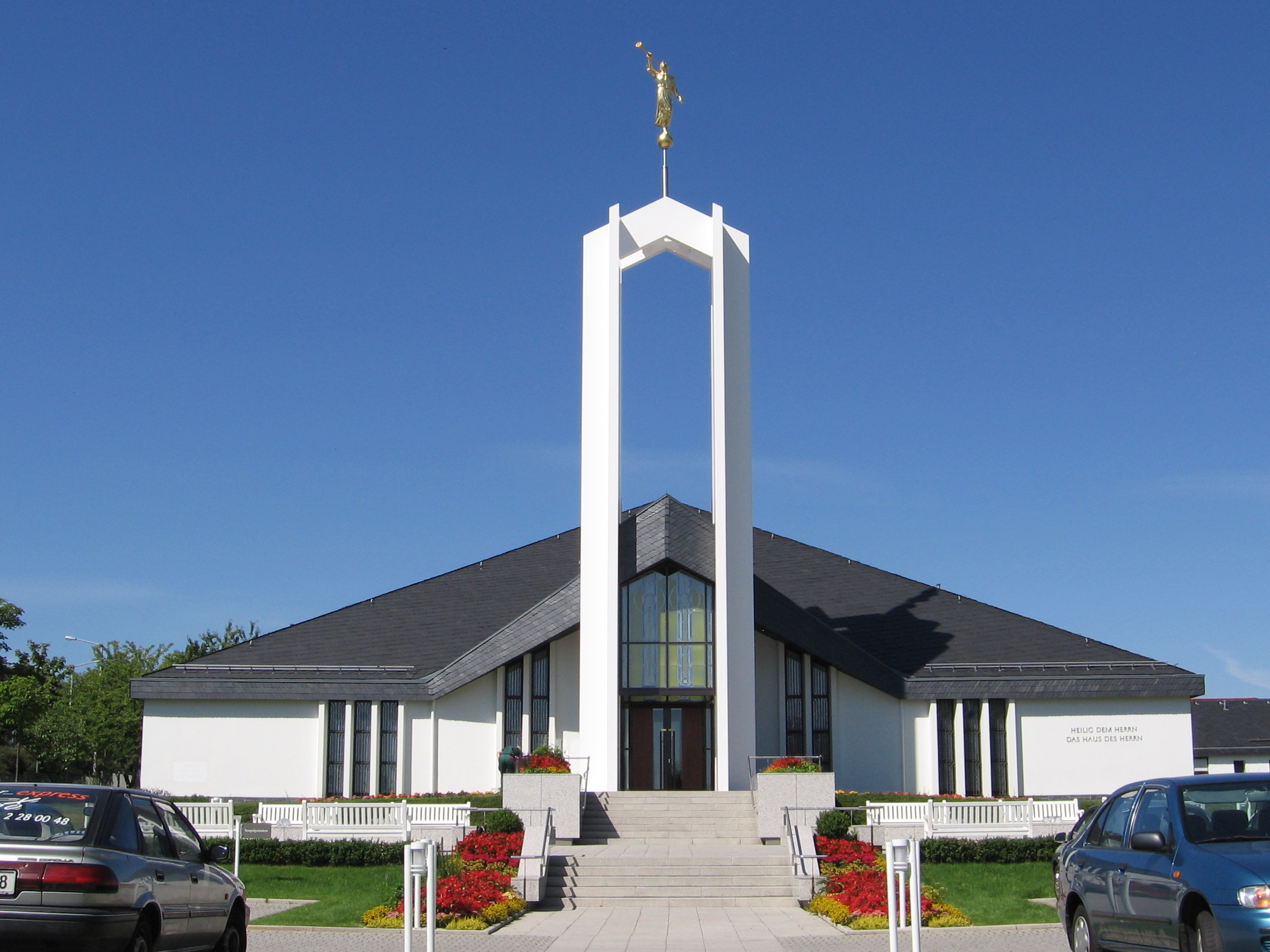
Freiberg-Tempel (Juli 2006)

1855 wurde in Dresden eine Gemeinde mit Karl G. Mäser als Präsidenten gegründet. Auch hier wanderten Mitglieder nach Utah aus, und die Gemeinde wurde 1857 wieder aufgelöst.
Karl G. Mäser, der in der Zwischenzeit in den Vereinigten Staaten ein bekannter Lehrer geworden war und später Mitbegründer der Brigham Young University wurde, kam 1867 als Missionar nach Deutschland zurück und wirkte in der 1860 gegründeten Gemeinde Karlsruhe. Über 600 Menschen wurden innerhalb von drei Jahren getauft. Viele von ihnen verließen Deutschland, um in Utah ihre Religion frei ausüben zu können.
Das erste deutsche Gemeindehaus wurde 1929 in Selbongen (jetzt Zełwągi in Polen) gebaut.
Merit Petersen kommt in ihrer historischen Untersuchung über die Situation der Heiligen der Letzten Tage in der Zeit des Nationalsozialismus zu dem Ergebnis, dass die Kirche, abgesehen von Überwachung und vereinzelten Repressalien und Gemeindeauflösungen, weitgehend unbehelligt geblieben sei. Sie führt dies vor allem auf das Verständnis der Kirche von weltlichen Autoritäten als von Gott gelenkten und beeinflussten Institutionen zur Durchsetzung seines Willens (bei gleichzeitig geforderter Trennung von kirchlichen und staatlichen Angelegenheiten) zurück. Die Kirchenmitglieder seien bei Freiheit der Religionsausübung zur Unterordnung gegenüber dem Staat verpflichtet. Daher habe es kaum Konfliktpunkte zwischen der Kirche und dem Regime gegeben. Gemäß dieser Lehre seien Mormonen ungeachtet ihrer Überzeugung auch verpflichtet, auf Geheiß des Staates in den Krieg zu ziehen, was für die Machthaber vor allem im Zweiten Weltkrieg ein Zeichen der Loyalität war. Es habe sogar, so Alan Keele von der Brigham Young University, Versuche der Kirche gegeben, als göttlich verstandene Parallelen und Konvergenzen mit dem NS-Regime hinsichtlich beider Rollen in der apokalyptischen Zeit zu ziehen. Die Hinrichtung des (postum exkommunizierten) 17-jährigen Helmuth Hübener wegen „Vorbereitung zum Hochverrat und landesverräterischer Feindbegünstigung“ 1942 in Plötzensee sowie die Verhaftung und Ausweisung des US-Missionars Alvin Schoenhals blieben Ausnahmen. Demgegenüber soll es Gemeindeleiter gegeben haben, die überzeugte Nazis gewesen seien. Mindestens 500 Kirchenmitglieder starben im Zweiten Weltkrieg als Soldaten.
Nachdem die amerikanischen Missionare 1938 aus Deutschland zurückgerufen worden waren, konnten sie 1947 wieder zurückkehren. Viele Mitglieder, die nach dem Zweiten Weltkrieg aus dem Osten fliehen mussten, fanden in den Gemeinden in der DDR und der Bundesrepublik eine neue Heimat. Ezra Taft Benson, ein Mitglied des Rates der Zwölf Apostel, Landwirtschaftsminister der Vereinigten Staaten unter Präsident Eisenhower und später Präsident der Kirche, war nach dem Krieg maßgeblich an der Gründung der Hilfsorganisation CARE beteiligt, um den hungernden Menschen in Deutschland und anderen Ländern zu helfen.
Am 10. September 1961 wurde in Berlin der erste Pfahl (einer Diözese ähnlich) gegründet.
In der DDR bestand die Kirche auch nach dem Krieg weiter. Die glaubenstreuen Mitglieder waren immer bemüht, den Kontakt zur Kirche im Westen aufrechtzuerhalten. Führer der Kirche halfen durch Besuche und mit Zuwendungen. Diesen ständigen Bemühungen der Führer der Kirche ist es auch zu verdanken, dass 1985 in Freiberg der erste Tempel auf deutschem Boden und der einzige Tempel in einem (damals) sozialistischen Land geweiht werden konnte. Erster Präsident des Tempels wurde Henry Burkhardt.
Heute leben in Deutschland knapp 40.000 Mitglieder (Stand 2020), von denen nicht alle aktiv am Kirchenleben teilnehmen; das heißt, einige besuchen nicht regelmäßig die Versammlungen und Aktivitäten der Kirche.
Es gibt zwei Tempel: den Frankfurt-Tempel in Friedrichsdorf im Taunus in Hessen und den Freiberg-Tempel in Freiberg in Sachsen. Auf der Generalkonferenz Anfang April 2023 wurde bekannt gegeben, dass ein weiterer Tempel in Hamburg gebaut wird.
Es gibt 179 Gemeinden und Zweige in den 13 Pfählen Berlin, Bremen, Dortmund, Dresden, Düsseldorf, Frankfurt am Main, Hamburg, Hannover, Heidelberg, Leipzig, München, Nürnberg, Stuttgart und den Distrikten Neubrandenburg, Erfurt und Oldenburg. Die Gemeinden Freiburg und Schwenningen und die Zweige Offenburg, Singen und Bad Säckingen gehören zum Pfahl Zürich in der Schweiz. Der Zweig Ravensburg gehört seit dem 6. Mai 2007 zum Pfahl St. Gallen.

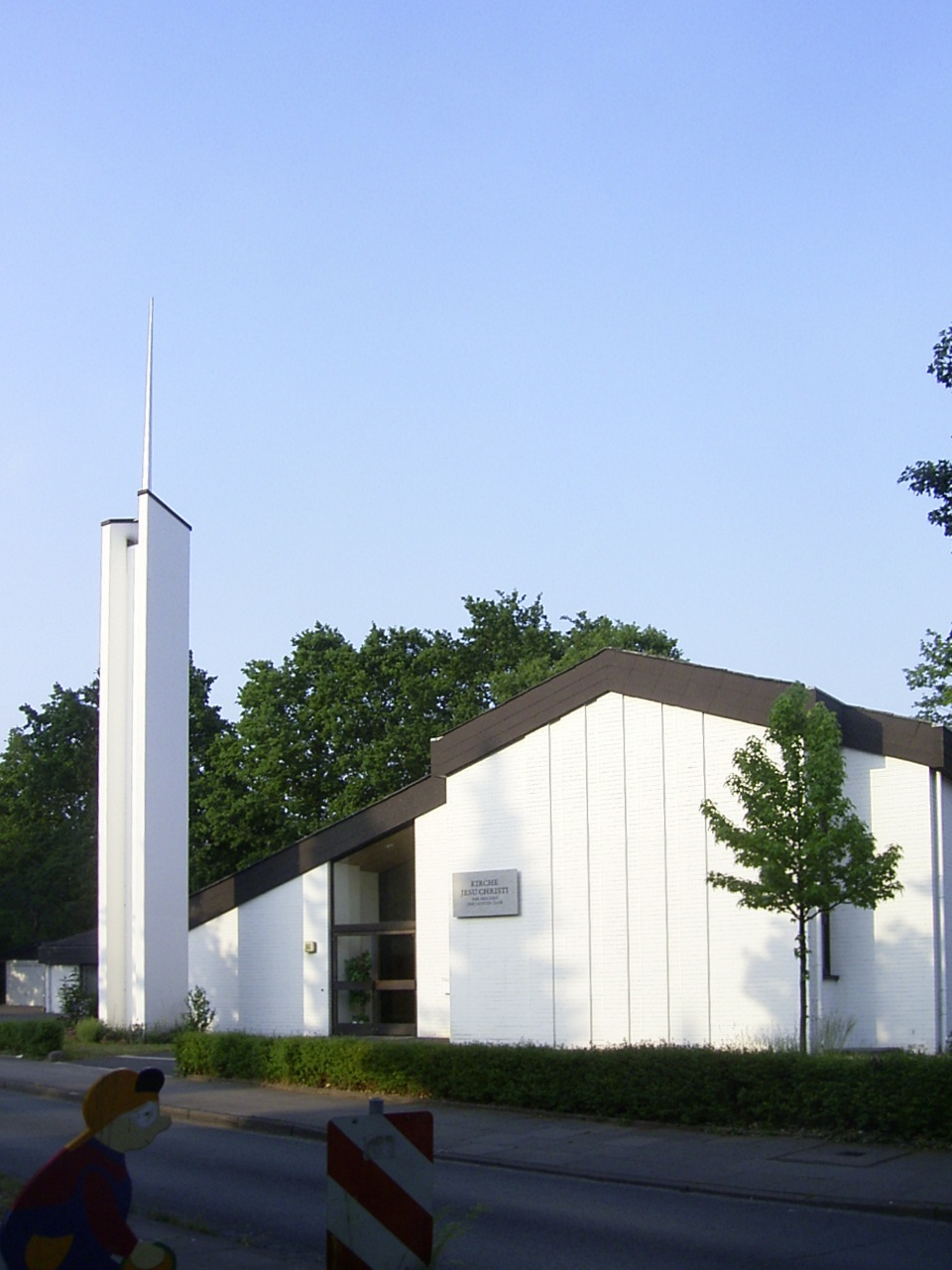
Hamburg-Langenhorn
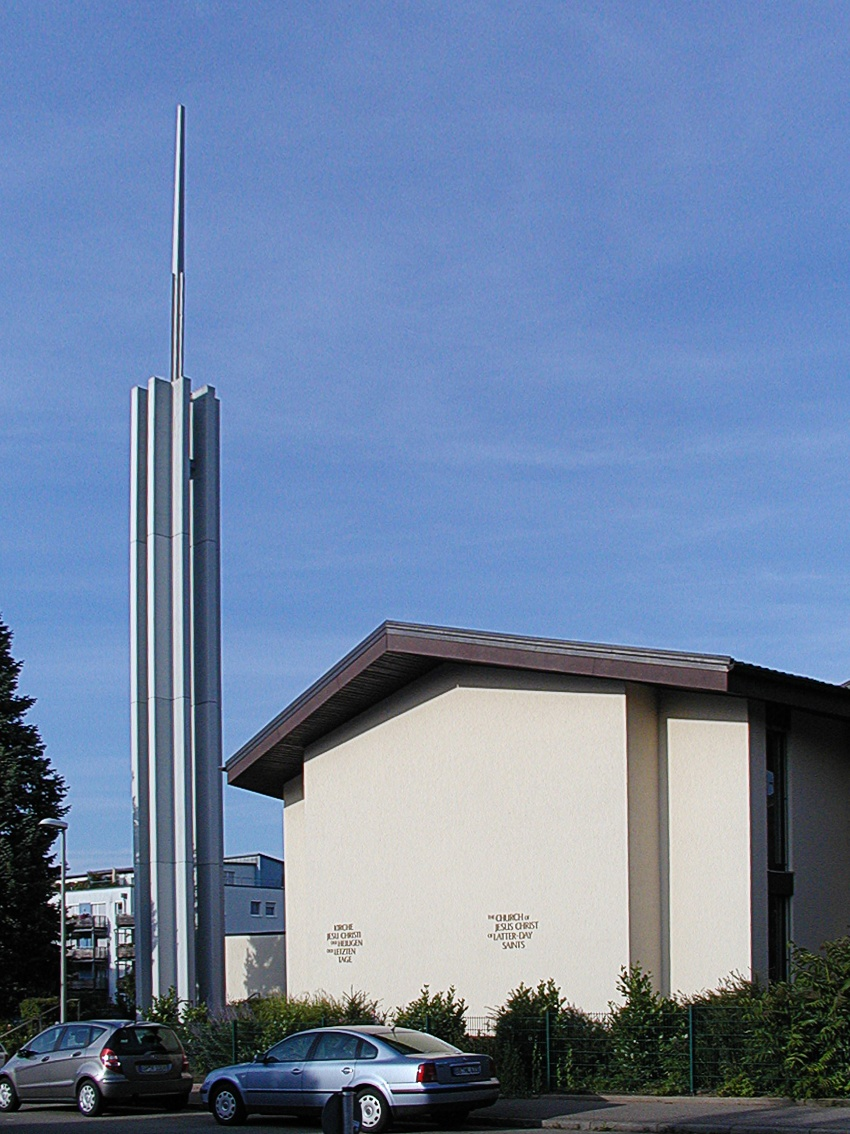
Stuttgart-Weilimdorf
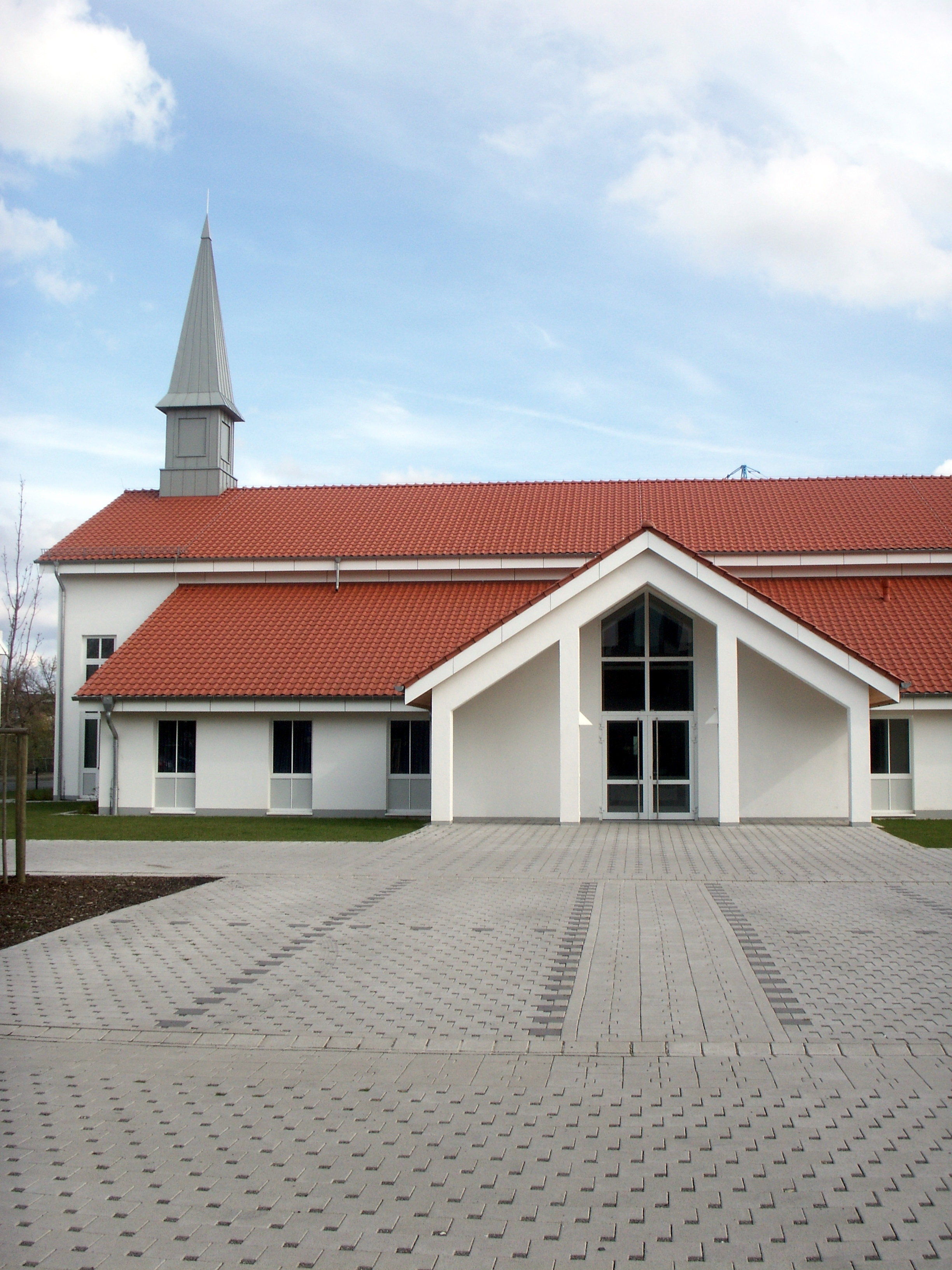
Heidelberg-Wieblingen
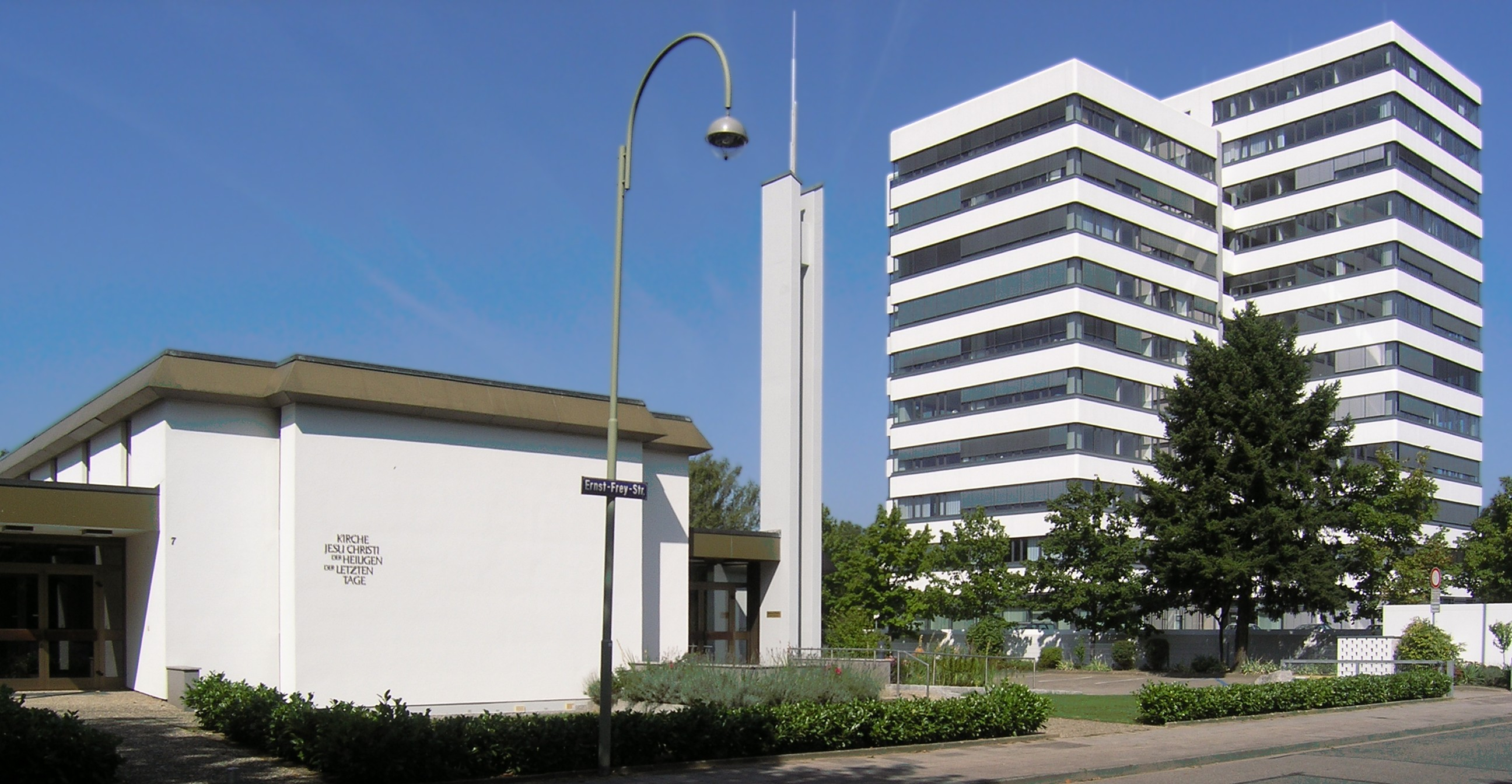
Karlsruher Südweststadt

Die Kirche Jesu Christi der Heiligen der Letzten Tage hat in den Bundesländern Hessen, Berlin (jeweils seit 1954), Rheinland-Pfalz (seit 2013), Sachsen (seit 2014), Nordrhein-Westfalen (seit 19. Dezember 2015) und Hamburg (seit 2016) den Status einer Körperschaft des Öffentlichen Rechts. In den übrigen Ländern ist sie als privatrechtlich organisierter rechtsfähiger Verein im Sinne des BGB eingetragen. Weiter soll die Kirche in diesen Ländern den Antrag zur Verleihung der Körperschaftsrechte gestellt haben, jedoch ist bisher nicht eindeutig geklärt, wann diese Anträge gestellt wurden und wann in etwa mit einer Entscheidung der zuständigen Behörden darüber zu rechnen ist. Eine Meinung in der Staatskirchenrechtswissenschaft bezweifelt die Wirksamkeit des Körperschaftsstatus im Bundesland Berlin, da im Jahr 1954 entgegen den Bestimmungen der Berliner Landesverfassung Formerfordernisse im Verleihungsverfahren nicht eingehalten wurden.

### Österreich
1883 wurde Paul Haslinger, das erste Mitglied auf österreichischem Gebiet, in Lambach getauft. Die erste Gemeinde wurde in Haag am Hausruck 1901 gegründet. Die Kirche wurde am 27. September 1955 in Österreich staatlich anerkannt. Bei der Volkszählung 2001 bekannten sich 2236 in Österreich lebende Personen als Mitglieder der Kirche; die Kirche selbst gibt die Anzahl der Mitglieder mit 4693 an (Stand 2020).

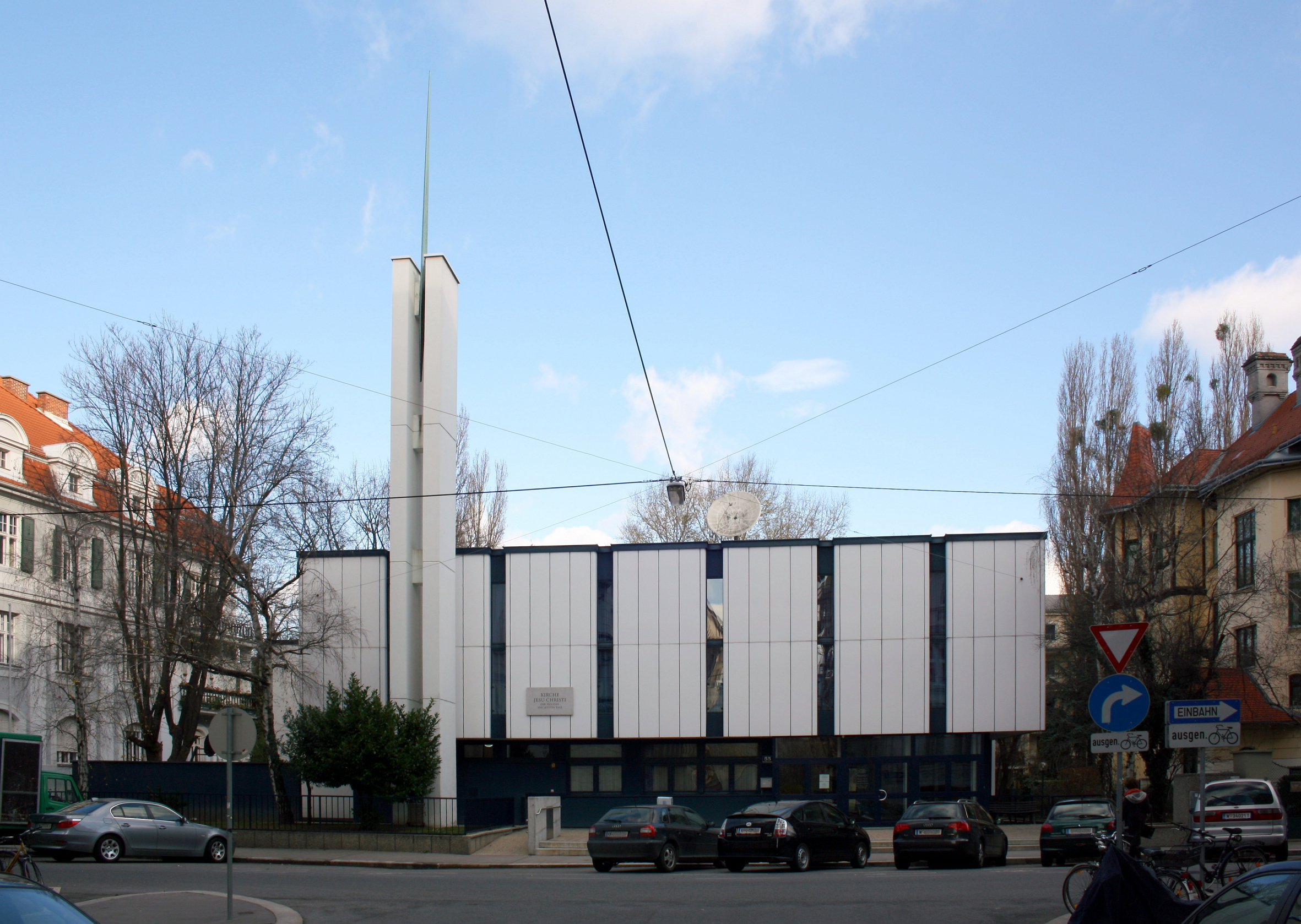
Gemeindehaus einer Wiener Kirchengemeinde

Im Jahr 2009 gab es in Österreich 17 Gemeinden und zwei Pfähle:
- Pfahl Wien mit Gemeinden und Zweigen in Wien (4×), Bruck an der Mur, St. Pölten, Graz und Wiener Neustadt.
- Pfahl Salzburg mit Gemeinden und Zweigen in Neumarkt am Wallersee, Haag am Hausruck, Innsbruck, Klagenfurt am Wörthersee, Linz, Salzburg, Enns und Wels.

Die Gemeinde in Dornbirn gehört seit dem 6. Mai 2007 zum Pfahl St. Gallen in der Schweiz.
Der Kirchenpräsident Russell M. Nelson kündigte auf der Generalkonferenz 2021 die Errichtung eines Tempels in Wien an.

### Schweiz
Laut Volkszählung gab es 2000 3436 Mitglieder in der Schweiz; die Kirche selbst gibt als Mitgliederzahl 9071 an (Stand 2020), die in 36 Gemeinden und Zweigen in den Pfählen Bern, Genf, Lausanne, St. Gallen und Zürich organisiert sind. Die Gemeinde Lugano gehört zum Pfahl Mailand in Italien.
In der Gemeinde Münchenbuchsee befindet sich der erste Tempel in Europa (Bern-Tempel), welcher am 11. September 1955 geweiht wurde.

## Filme
In dem Film Meet the Mormons werden Gläubige vorgestellt und in der Dokumentation The Mormons wird die Kirche erklärt.